# Seconde présidence de Donald Trump
Pour la première présidence de 2017 à 2021, voir Première présidence de Donald Trump
47e président des États-Unis
Présidence de Joe Biden
La seconde présidence de Donald Trump, 47e président des États-Unis, débute le 20 janvier 2025.
Membre du Parti républicain, Donald Trump est à nouveau élu président le 5 novembre 2024 — aux côtés de son colistier J. D. Vance — en l'emportant sur son adversaire démocrate, la vice-présidente sortante Kamala Harris. Trump avait auparavant été le 45e président des États-Unis de 2017 à 2021. En prêtant à nouveau serment en tant que président, il devient le second président de l'histoire des États-Unis à exercer deux mandats non consécutifs, après Grover Cleveland en 1893.

## Élection et prise de fonction

### Élection de 2024
Donald Trump annonce officiellement sa candidature à l'investiture républicaine pour l'élection présidentielle américaine de 2024 le 15 novembre 2022, dans sa résidence de Mar-a-Lago, dans un discours d'environ une heure, en quête de l'investiture du Parti républicain,. En mars 2024, Trump devient le candidat présumé du Parti républicain à l'issue des primaires présidentielles du parti. Trump choisit comme colistier le sénateur J. D. Vance, un ancien critique de son parti, et les deux sont officiellement désignés comme candidats républicains à la Convention nationale républicaine de 2024,.
Le président sortant Joe Biden se présente initialement à la réélection pour la nomination démocrate, devenant le candidat présomptif du parti en mars 2024 après avoir remporté confortablement les primaires avec peu d'opposition,. Cependant, à la suite d'une performance largement critiquée lors du débat et au milieu d'inquiétudes croissantes concernant son âge et sa santé, Biden se retire officiellement de la course en juillet 2024,. Il soutient alors Kamala Harris, sa colistière de 2020 et vice-présidente des États-Unis, comme son successeur, qui annonce sa campagne le 21 juillet. Le lendemain, Harris reçoit suffisamment de délégués non contraignants pour devenir la nouvelle candidate présomptive du parti. Lors de la Convention nationale démocrate de 2024 en août 2024, elle accepte officiellement la nomination du parti.

### Période de transition

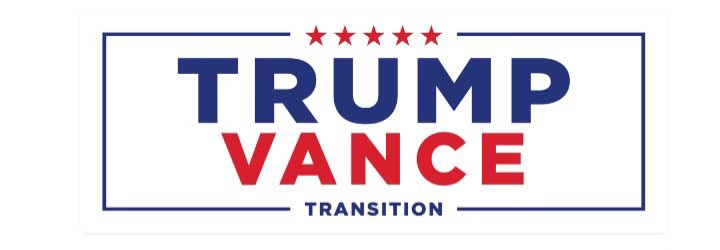
Logo de la transition.

La période de transition présidentielle (en) commence après la victoire de Trump à l'élection présidentielle américaine de 2024.
Le président élu réalise une première visite internationale le 7 décembre à Paris, en France, pour assister à la réouverture de Notre-Dame de Paris. Au palais de l'Élysée, il rencontre le président français Emmanuel Macron et le président ukrainien Volodymyr Zelensky pour un entretien trilatéral, afin d'évoquer le maintien de l'aide américaine dans le conflit russo-ukrainien.

### Investiture

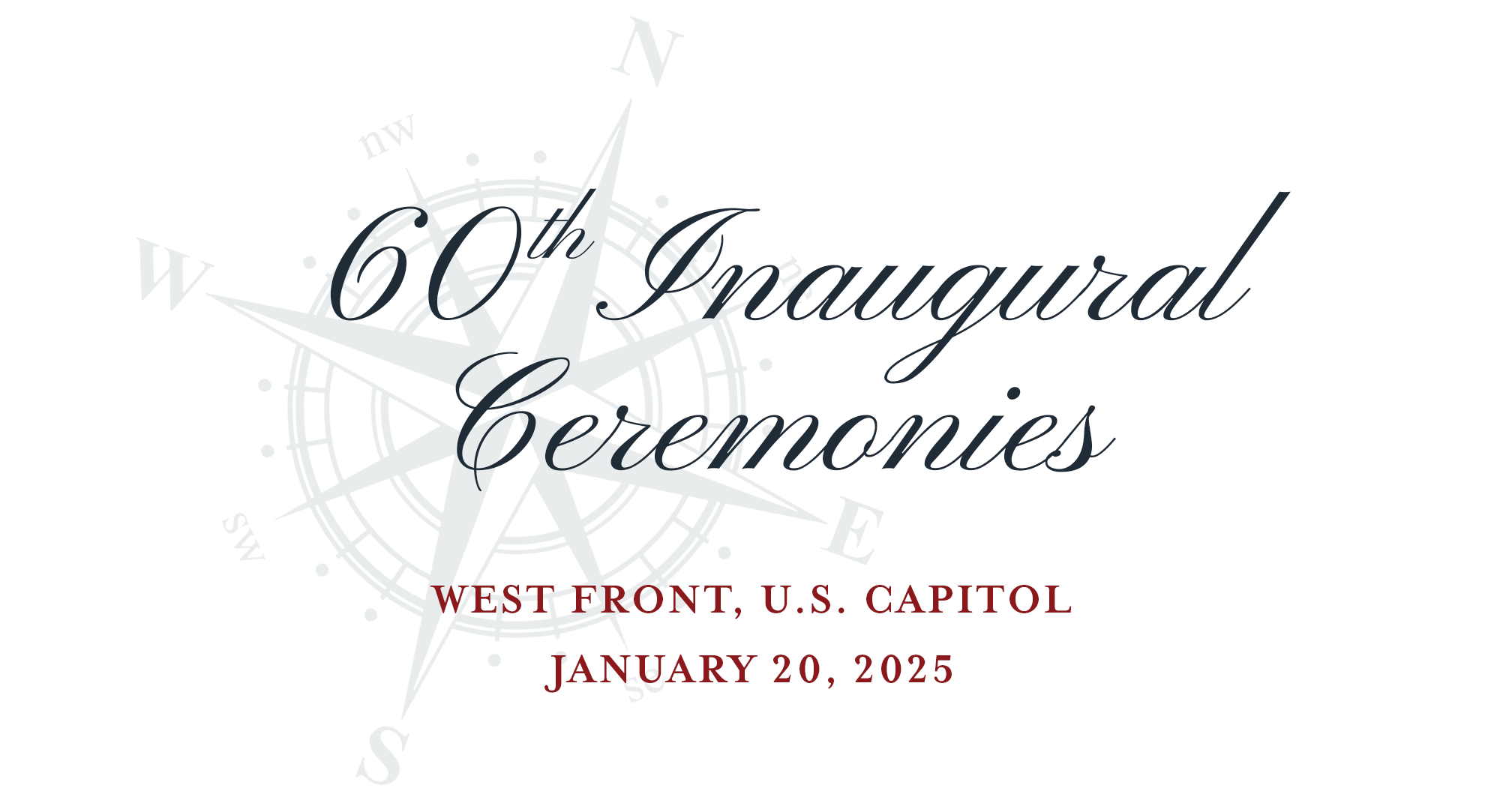
Logo de l'investiture.

Donald Trump est investi le 20 janvier 2025 à 12 h, succédant à Joe Biden comme 47e président des États-Unis. De même, J. D. Vance est investi le même jour, succédant à Kamala Harris comme 50e vice-président des États-Unis. Contrairement à la tradition qui veut que cette investiture du président se fasse sur les marches du Capitole, l'investiture de Donald Trump se fait au sein de la rotonde du Capitole, à cause notamment des températures trop basses pour pouvoir organiser la cérémonie à l'extérieur.
Durant cette cérémonie d'investiture, de nombreuses personnalités politiques sont présentes, telles que le président sortant Joe Biden, la vice-présidente sortante Kamala Harris, les anciens présidents Bill Clinton, George W. Bush et Barack Obama, ainsi que Hillary Clinton.
Après avoir prêté serment face au président de la Cour suprême des États-Unis, Donald Trump prononce un discours dans lequel il établit vouloir refaire entrer les États-Unis dans un « âge d'or » face au « déclin » du pays. Il y évoque aussi une série d'ordres exécutifs qu'il prendra afin de par exemple déclarer une situation d'urgence nationale à la frontière sud.

## Composition du gouvernement

### Vice-président
Le vice-président est élu en même temps que le président des États-Unis. Il n'est pas membre à proprement parler du cabinet mais siège aux réunions de celui-ci. Il est également président du Sénat des États-Unis. Si le président change de vice-président en cours de mandature, celui-ci est confirmé par un vote du Sénat comme les autres membres du gouvernement, mais aussi de la Chambre des représentants.
| Fonction       | Titulaire   | Titulaire | Parti | Parti       | Mandat                                         |
| -------------- | ----------- | --------- | ----- | ----------- | ---------------------------------------------- |
| Vice-président | J. D. Vance |           |       | Républicain | Depuis le 20 janvier 2025 (6 mois et 13 jours) |

### Membres du cabinet
Contrairement au président et au vice-président, désignés par le vote du collège électoral des États-Unis, tous les autres membres du cabinet présidentiel désignés par le président doivent faire l'objet de l'approbation du Sénat pour chacun de leur poste avant de prendre leurs fonctions de manière effective, en vertu de l'article II de la Constitution des États-Unis, section II, clause 2 (« Avis et consentement »).
| Fonction                                          | Titulaire           | Titulaire | Parti | Parti       | Mandat                                         | Confirmation |
| ------------------------------------------------- | ------------------- | --------- | ----- | ----------- | ---------------------------------------------- | ------------ |
| Secrétaire d'État                                 | Marco Rubio         |           |       | Républicain | Depuis le 21 janvier 2025 (6 mois et 12 jours) | 99-0         |
| Secrétaire au Trésor                              | Scott Bessent       |           |       | Républicain | Depuis le 28 janvier 2025 (6 mois et 6 jours)  | 68-29        |
| Secrétaire à la Défense                           | Pete Hegseth        |           |       | Républicain | Depuis le 25 janvier 2025 (6 mois et 8 jours)  | 51-50        |
| Procureur général                                 | Pam Bondi           |           |       | Républicain | Depuis le 5 février 2025 (5 mois et 29 jours)  | 54-46        |
| Secrétaire à l'Intérieur                          | Doug Burgum         |           |       | Républicain | Depuis le 31 janvier 2025 (6 mois et 2 jours)  | 79-18        |
| Secrétaire à l'Agriculture                        | Brooke Rollins      |           |       | Républicain | Depuis le 13 février 2025 (5 mois et 20 jours) | 72-28        |
| Secrétaire au Commerce                            | Howard Lutnick      |           |       | Républicain | Depuis le 19 février 2025 (5 mois et 14 jours) | 51-45        |
| Secrétaire au Travail                             | Lori Chavez-DeRemer |           |       | Républicain | Depuis le 11 mars 2025 (4 mois et 23 jours)    | 67-32        |
| Secrétaire à la Santé et aux Services sociaux     | Robert Kennedy Jr.  |           |       | Indépendant | Depuis le 13 février 2025 (5 mois et 20 jours) | 52-48        |
| Secrétaire au Logement et au Développement urbain | Scott Turner        |           |       | Républicain | Depuis le 5 février 2025 (5 mois et 28 jours)  | 55-44        |
| Secrétaire aux Transports                         | Sean Duffy          |           |       | Républicain | depuis le 28 janvier 2025 (6 mois et 5 jours)  | 77-22        |
| Secrétaire à l'Énergie                            | Chris Wright        |           |       | Républicain | depuis le 4 février 2025 (5 mois et 30 jours)  | 59-38        |
| Secrétaire à l'Éducation                          | Linda McMahon       |           |       | Républicain | depuis le 3 mars 2025 (4 mois et 30 jours)     | 51-45        |
| Secrétaire aux Anciens Combattants                | Doug Collins        |           |       | Républicain | depuis le 4 février 2025 (5 mois et 29 jours)  | 77-23        |
| Secrétaire à la Sécurité intérieure               | Kristi Noem         |           |       | Républicain | depuis le 25 janvier 2025 (6 mois et 8 jours)  | 59-34        |

### Postes de gouvernement ayant rang au cabinet
D'autres postes officiels ont rang au cabinet, ce qui signifie qu'ils sont autorisés à assister à ses réunions, mais ne sont pas des secrétaires (Secretaries) responsables d'un département (Department). Les occupants n'entrent pas dans l'ordre de succession présidentielle.
| Fonction                                                                                         | Titulaire        | Titulaire | Parti | Parti       | Mandat                                         | Confirmation |
| ------------------------------------------------------------------------------------------------ | ---------------- | --------- | ----- | ----------- | ---------------------------------------------- | ------------ |
| Cheffe de cabinet de la Maison-Blanche                                                           | Susie Wiles      |           |       | Républicain | Depuis le 20 janvier 2025 (6 mois et 13 jours) |              |
| Directrice du renseignement national                                                             | Tulsi Gabbard    |           |       | Républicain | Depuis le 12 février 2025 (5 mois et 21 jours) | 52-48        |
| Ambassadeur des États-Unis aux Nations unies                                                     | Michael Waltz    |           |       | Républicain | En attente de confirmation par le Sénat        |              |
| Administrateur de l'Agence de protection de l'environnement                                      | Lee Zeldin       |           |       | Républicain | Depuis le 29 janvier 2025 (6 mois et 4 jours)  | 56-42        |
| Directeur du Bureau de la gestion et du budget                                                   | Russell Vought   |           |       | Républicain | Depuis le 7 février 2025 (5 mois et 27 jours)  | 53-47        |
| Représentant au commerce                                                                         | Jamieson Greer   |           |       | Républicain | Depuis le 26 février 2025 (5 mois et 7 jours)  | 56-43        |
| Administratrice de la Small Business Administration                                              | Kelly Loeffler   |           |       | Républicain | Depuis le 19 février 2025 (5 mois et 14 jours) | 52-46        |
| Directeur de l'Office of Science and Technology Policy Conseiller scientifique du président (en) | Michael Kratsios |           |       | Républicain | Depuis le 25 mars 2025 (4 mois et 8 jours)     | 74-25        |
| Président du Council of Economic Advisers                                                        | Stephen Miran    |           |       | Républicain | Depuis le 13 mars 2025 (4 mois et 20 jours)    | 53-46        |
| Directeur de la Central Intelligence Agency                                                      | John Ratcliffe   |           |       | Républicain | Depuis le 23 janvier 2025 (6 mois et 10 jours) | 74-25        |

### Autres postes d'importance n'ayant pas de rang au cabinet
| Fonction                           | Titulaire             | Titulaire | Parti | Parti       | Mandat                                              | Confirmation |
| ---------------------------------- | --------------------- | --------- | ----- | ----------- | --------------------------------------------------- | ------------ |
| Conseiller à la sécurité nationale | Michael Waltz         |           |       | Républicain | 20 janvier 2025 - 1er mai 2025 (3 mois et 11 jours) |              |
| Conseiller à la sécurité nationale | Marco Rubio (intérim) |           |       | Républicain | Depuis le 1er mai 2025 (3 mois et 1 jour)           |              |
| Porte-parole de la Maison-Blanche  | Karoline Leavitt      |           |       | Républicain | Depuis le 20 janvier 2025 (6 mois et 13 jours)      |              |

## Politique intérieure
Les politiques prospectives pour la seconde présidence de Trump sont proposées dans l'Agenda 47 (en), un recueil de ses plans politiques officiels,.

### Avortement et droits des femmes et de minorités sexuelles
Conformément au projet 2025, la seconde administration Trump cherche à interdire l'enseignement (et même toute allusion à ces sujets) de la « théorie critique de la race » et des « idéologies de genre » dans les écoles et universités publiques ainsi que dans les programmes de recherche. Les termes liés à la diversité et à l'équité (et d'autres) disparaissent des réglementations fédérales.
Trump déclare en avril 2024 que les compétences en matière d'avortement doivent être déléguées aux États. Dans une interview au Time, il déclare qu'il autorisera les États à surveiller les grossesses et à poursuivre pénalement les patientes qui avortent.
Il critique la décision de la Cour suprême de l'Arizona (en) dans l'affaire Planned Parenthood Arizona v. Mayes (en) (2024), dans laquelle la Cour confirme une loi de 1864 criminalisant les avortements sauf pour sauver la vie de la mère, déclarant qu'il ne signera pas une interdiction fédérale de l'avortement et réaffirme sa position en octobre.
Après que la Cour suprême de l'Alabama (en) statue dans l'affaire LePage v. Center for Reproductive Medicine (en) (2024) que les embryons congelés sont des êtres vivants, Trump se positionne en faveur de la fécondation in vitro.

### Climat, énergie et environnement
L'équipe de transition de Trump pour le climat et l'environnement est dirigée par David Bernhardt, un ancien lobbyiste du pétrole qui a été secrétaire à l'Intérieur, et Andrew R. Wheeler, un ancien lobbyiste du charbon qui dirige l'Environmental Protection Agency sous la première présidence Trump. L'équipe se prépare à se retirer (en) de l'Accord de Paris pour la deuxième fois, à étendre le forage et l'exploitation minière sur les terres publiques et à démanteler les bureaux qui travaillent à mettre fin à la pollution, tandis que d'autres responsables discutent du déménagement de l'Environmental Protection Agency de Washington, DC. Trump redessinera les limites des monuments nationaux de Bears Ears et de Grand Staircase-Escalante comme il l'a fait lors de sa première présidence, mettra fin à la pause sur les nouveaux terminaux d'exportation de gaz naturel qui avait commencé sous la présidence de Joe Biden et empêchera les États de fixer leurs propres normes de pollution.
Lors d'un dîner privé à Mar-a-Lago en avril 2024, Trump promet aux entreprises de combustibles fossiles qu'il abrogera les réglementations environnementales si elles font des dons à sa campagne électorale.

### Économie

#### Coupes budgétaires
L'administration Trump crée le département de l'Efficacité gouvernementale, une unité chargée de recommander des mesures de réduction des coûts, et désigne Elon Musk comme son administrateur,.
Selon les médias, les coupes budgétaires instaurées par le cabinet pourraient massivement affecter voire déstabiliser le système fédéral et les services publics, notamment la sécurité nationale.

#### One Big Beautiful Bill Act
Promulguée le 4 juillet 2025,, la loi prolonge les principales dispositions de la Tax Cuts and Jobs Act (en) de 2017, qui expirent fin 2025. Elle bénéficie principalement aux personnes à revenus élevés. Elle comprend des réductions des dépenses gouvernementales non militaires et réduit considérablement les dépenses du Supplemental Nutrition Assistance Program (SNAP) et de Medicaid, grâce à des conditions d'éligibilité plus strictes. La loi alloue également 150 milliards de dollars supplémentaires aux dépenses de défense, réduit de nombreux crédits d'impôt pour l'énergie propre de la loi sur la réduction de l'inflation et augmente la déduction des impôts d'État et locaux (en) (SALT) de 10 000 $ à 40 000 $,,,,,.
Le Congressional Budget Office (CBO) estime que le projet de loi ajoutera 3 400 milliards de dollars à la dette nationale des États-Unis. Selon une estimation préliminaire du CBO, cela entraînera la perte de la couverture Medicaid pour 8,6 millions d'Américains d'ici 2034, dont 5,2 millions en raison d'une disposition relative à l'obligation de travailler,,,.

### Culture
La langue anglaise devient la langue officielle des États-Unis en mars 2025 par décret exécutif. L'administration argumente que les textes fondateurs étaient écrits en anglais, ce que conteste le New York Times,,. Un sondage de la Pew Research Center montre que 51 % des sondés jugent très important de faire de l'anglais la langue fédérale du pays, contre 27 % jugeant que ce n'est pas vraiment ou pas du tout important.

#### Campagne de restauration des noms qui honorent la grandeur américaine
Après sa réélection en 2025, Donald Trump se lance dans une « campagne de restauration des noms qui honorent la grandeur américaine ».
Cette campagne vise, au plan intérieur, au changement de nom du mont Denali en mont McKinley.
En 1898, ce sommet, qui est le point culminant de l'Amérique du Nord, est baptisé Mount McKinley par le chercheur d'or William Dickey. Mais ce nom n'a jamais fait l'unanimité : le 30 août 2015, le président Barack Obama annonce changer le nom de la plus haute montagne d'Amérique du Nord et le rebaptiser Denali, le nom autochtone de la montagne.
Le 20 janvier 2025, dans le cadre de sa campagne de restauration des noms qui honorent la grandeur américaine, Trump signe un décret qui ordonne au secrétaire à l'Intérieur de rétablir le nom de « Mont McKinley » et de mettre ensuite à jour le système d'information sur les noms géographiques (GNIS) pour refléter le changement de nom.

### Éducation
Au cours de son premier mandat, Trump réduit le financement du ministère de l'Éducation, tout en continuant à le critiquer. Au cours de sa campagne de 2024, il promeut activement l'idée de supprimer le ministère de l'Éducation, qu'il accuse de propager des idées woke, et propose de transférer le contrôle de l'éducation aux gouvernements des États. Cette campagne est préconisée par des intellectuels d'extrême droite comme Curtis Yarvin et Christopher Rufo (en).
Trump signe un décret exécutif le 20 mars 2025 afin de commencer à démanteler le département de l'Éducation dans le but de « rendre le pouvoir éducatif aux États. » La porte-parole Karoline Leavitt précise que le département ne sera pas véritablement supprimé mais sa taille significativement réduite, puisque supprimer totalement le département nécessiterait un vote du Sénat. Ce décret fait craindre une éducation de moindre qualité dans les écoles publiques, et plusieurs États et organisations affirment porter plainte contre ce décret,.
En avril 2025, l'administration Trump révoque 2,2 milliards de dollars de financement fédéral destiné à la recherche pour l'université Harvard.

### Santé
Le 14 novembre 2024, lors d'un discours à Mar-a-Lago, en Floride, Trump annonce qu'il nommera Robert Kennedy Jr. au poste de secrétaire à la Santé. Cette nomination provoque une controverse, en raison de l'approbation répétée par Kennedy des théories du complot anti-vaccin ; l'American Public Health Association (en) déclare que Kennedy n'est pas qualifié pour ce poste puisqu'il manque de toutes les compétences nécessaires,. En décembre, Trump révèle qu'il discute de la fin des programmes de vaccination des enfants avec RFK Jr. et promeut l'affirmation scientifiquement réfutée d'un lien entre les vaccins et l'autisme. La nomination de Kennedy Jr. est confirmée par le vote du Sénat le 13 février 2025 avec 52 votes contre 48.

### Immigration
Selon le New York Times, Trump a l'intention d'étendre et de relancer les politiques d'immigration (en) qu'il a imposées lors de sa première présidence, notamment l'interdiction de voyager (en) pour les musulmans, l'expulsion des demandeurs d'asile (en), accusés d'être porteurs de maladies infectieuses, l'affectation des policiers et des soldats pour aider les services de l'immigration et des douanes à des expulsions massives et l'établissement des camps de détention tentaculaires.
Après sa victoire, Trump déclare qu'il n'y a « aucun prix » à payer pour procéder à ces expulsions.
Le 10 novembre 2024, Trump annonce que Tom Homan (en) rejoindra la nouvelle administration en tant que « tsar des frontières », déclarant que « Homan sera en charge de toutes les expulsions d'étrangers illégaux vers leur Pays de production ».
Peu de temps après son accession à la présidence le 20 janvier, l'administration Trump met fin aux services de l'application mobile CBP One (en) développée par le Service des douanes et de la protection des frontières et désignée par Biden comme le seul moyen de demander l'asile à la frontière et de prendre rendez-vous pour l'asile ; il déclare par ailleurs l'état d'urgence national à la frontière sud,.
En raison d'un manque de capacité carcérale, Trump annonce le 29 janvier vouloir augmenter la capacité logistique de la base navale de Guantánamo pour y détenir jusqu'à 30 000 des « pires immigrés criminels » ; cette annonce est dénoncée par différentes organisations de défense des droits de l'homme, l'histoire de la base navale étant associée à de la torture,.
Le 25 février 2025, le juge du district occidental de Washington, Jamal Whitehead, bloque temporairement le décret du président Donald Trump visant à suspendre le programme d'admission des réfugiés, estimant que le président Donald Trump ne peut pas annuler la loi adoptée par le Congrès, à la suite d'un procès intenté contre l'administration Trump par l'International Refugee Assistance Project.
En mars 2025, l'administration Trump invoque l'Alien and Sedition Acts, désignant le gang vénézuélien Tren de Aragua comme une menace d'invasion. Cette proclamation permet la déportation expéditive de centaines de Vénézuéliens vers des prisons au Salvador, notamment le Centre de confinement du terrorisme, sans procédure régulière ni possibilité de contester leur désignation comme membres présumés de gangs. Selon des témoignages recueillis par Mother Jones, les personnes déportées auraient été principalement ciblées en raison de leurs tatouages. Malgré l'injonction du juge fédéral James Boasberg ordonnant l'arrêt de ces déportations, l'administration poursuit les vols vers le Salvador dans le cadre d'un accord où les États-Unis versent 6 millions de dollars au gouvernement salvadorien pour détenir ces individus pendant au moins un an. Ilya Somin, professeur de droit à l'université George-Mason, critique cette pratique comme une violation du cinquième amendement, soulignant qu'il s'agit non seulement d'une déportation mais aussi d'un emprisonnement sans procédure régulière dans un système carcéral étranger aux conditions déplorables,,,. Human Rights Watch rapporte que 238 vénézuéliens seraient détenus arbitrairement, alors que seulement 5% d'entre eux seraient accusés de crimes graves.
Ces incarcérations font craindre aux spécialistes une crise constitutionnelle,, et la controverse se renouvelle début avril lorsque l'administration admet avoir déporté un immigré innocent. En avril 2025, la Cour suprême suspend les expulsions de migrants vénézuéliens,,.

### Justice
Dès le début de la présidence, de nombreux médias et experts s'alarment d'une crise constitutionnelle, compte tenu de l'expansion sans précédent du pouvoir exécutif et des violations du principe de séparation des pouvoirs (« checks and balances ») par l'administration de Trump, avec notamment la fréquente remise en question de la légitimité des juges bloquant les décrets présidentiels,,,. En mars 2025, James Boasberg bloque l'invocation de l'Alien and Sedition Acts par Donald Trump pour déporter des immigrés vénézuéliens, mais l'administration ignore ce blocage et la déportation se poursuit,, ; en conséquence, Trump appelle publiquement à suspendre le juge fédéral,, et six membres du Congrès rédigent une proposition de loi pour suspendre ce juge pour « abus de pouvoir » ; ces six membres proposent également de suspendre quatre autre juges pour avoir également bloqué des décrets du président,. La controverse se renouvelle début avril lorsque le gouvernement admet avoir commis une « erreur administrative » en déportant un immigré innocent au Salvador.

### Droits LGBTQ
Lors de sa campagne, Donald Trump détaille une série de propositions visant à inverser les récentes politiques liées à la communauté LGBTQ et à remodeler les directives fédérales sur l'identité de genre et les droits des personnes transgenres. Il déclare que dès le « premier jour », il annulera l'extension du Titre IX de l'administration Biden, qui protège le droit des étudiants transgenres à utiliser les toilettes, les vestiaires et les pronoms correspondant à leur identité de genre. Trump s'engage également à réduire le financement fédéral des écoles qui promeuvent « la théorie critique de la race, la folie transgenre et d'autres contenus raciaux, sexuels ou politiques inappropriés ».
Les mesures qu'il propose limitent considérablement les soins de réassignation sexuelle, notamment en appelant à une interdiction fédérale de tels soins pour les mineurs et en bloquant le financement de Medicare et Medicaid pour les médecins fournissant des services de réassignation sexuelle. Trump ordonne également d'interdire aux agences fédérales de « promouvoir » la transition sexuelle et prévoit de charger le ministère de la Justice d'enquêter sur les effets potentiels à long terme des traitements de réassignation sexuelle. Dans son discours d'investiture, il déclare que « ce sera la politique officielle du gouvernement des États-Unis qu'il n'y ait que deux genres, masculin et féminin ». Parmi ses premières mesures exécutives, il reconnait fédéralement le genre d'une personne que par celui assigné à la naissance, rétablit l'interdiction pour les personnes transgenres de servir dans l'armée, interdit les traitements d'affirmation de genre pour les personnes de moins de 19 ans et interdit aux femmes transgenres de participer aux compétitions sportives féminines (en) dans le but de lutter contre l'« idéologie de genre ».

### Militaire

#### Renommage de Fort Liberty en Fort Bragg
Durant la première administration Trump, dans un contexte de prise de conscience nationale sur l'injustice raciale, le Congrès exige du Pentagone qu'il rebaptise les installations portant le nom des Confédérés et interdit que les futures installations militaires portent leur nom. Cette décision irrite alors le président Trump, qui tente d'y opposer son veto et déclare : « Notre histoire en tant que plus grande nation du monde ne sera pas altérée ».
En 2023, l'administration Biden lance une campagne visant à changer les noms de neuf bases militaires situées en Louisiane, en Géorgie, en Caroline du Nord, en Virginie, en Alabama et au Texas, et baptisées d'après des généraux sudistes de la guerre de Sécession,. Parmi ces 9 bases, Biden change le nom de la base de Fort Bragg, en Caroline du Nord, du nom du général confédéré Braxton Bragg, en Fort Liberty,,.
Le 10 février 2025, en marge de la campagne de restauration des noms qui honorent la grandeur américaine, le nouveau secrétaire à la Défense des États-Unis, Pete Hegseth, rétablit le nom de la base en Fort Bragg mais en précisant que la base porterait le nom du soldat Roland L. Bragg, décoré pour ses faits d'armes lors de la bataille des Ardennes, plutôt que celui du général confédéré Braxton Bragg,,,.

#### Poursuites et grâces
Dans une publication sur Truth Social en septembre 2024, Trump déclare que « les personnes qui ont triché seront poursuivies dans toute la mesure de la loi », en référence à l'élection de 2024. Dans son livre Save America, publié en 2024, Trump menace d'emprisonnement à vie le directeur général de Meta Platforms, Mark Zuckerberg, s'il fait quoi que ce soit d'illégal.
Trump doit mettre fin aux poursuites engagées contre lui par le ministère de la Justice à Washington, DC (en) et en Floride (en). Le procureur spécial Jack Smith envisage de mettre fin à ses poursuites plus tôt que prévu et de soumettre un rapport final au procureur général Merrick Garland avant l'investiture de Trump, selon le Washington Post.
Trump déclare à plusieurs reprises que s'il est réélu en 2024, il graciera les émeutiers de l'attaque du Capitole du 6 janvier,,. En mars 2024, 500 personnes sont condamnées à des peines de prison et 1 358 sont inculpées au pénal. Lorsqu'il reprend la présidence le 20 janvier 2025, Trump tient sa promesse et accorde une grâce massive aux personnes accusées de l'attaque.

### Médias
À la suite du refus de l'Associated Press de renommer le golfe du Mexique en « golfe de l'Amérique » dans ses articles, la Maison-Blanche bannit indéfiniment ses journalistes le 14 février 2025 du Bureau ovale et de l'Air Force One. Le média évoque une violation du premier amendement et du décret présidentiel sur la censure gouvernementale, là où la Maison-Blanche affirme que le premier amendement ne leur garantit pas l'accès à ces espaces clos,.
La Maison-Blanche ouvre l'accréditation de la salle de presse à de nombreux créateurs de contenu et podcasteurs favorables à Trump. Des médias comme Zero Hedge et LindellTV (la chaîne du magnat Mike Lindell (en)) obtiennent un accès privilégié et posent des questions ouvertement flatteuses lors des points presse. Des figures comme Jack Posobiec ainsi que Brian Glenn de Real America's Voice (en) deviennent des relais influents de l'administration, se définissant comme des « relais entre Trump et leur audience ».
Parallèlement, plusieurs grands médias traditionnels modifient leur ligne éditoriale ou leur structure pour éviter les représailles présidentielles, comme Comcast qui entreprend de se séparer de MSNBC, régulièrement ciblé par les critiques du président.

### Religion
Au nom de la liberté de religion et face à ce qu'il considère aux États-Unis comme une persécution contre les chrétiens, Donald Trump signe le 6 février 2025 un décret présidentiel pour mettre en place une task force destinée à « stopper immédiatement toute forme de discrimination et de ciblage anti-chrétien au sein du gouvernement fédéral […] et d'autres agences. »,. Il nomme Pam Bondi, sa conseillère religieuse depuis des années, pour diriger cette nouvelle task force.

### Recherche scientifique
L'administration de Donald Trump censure dès février 2025 une centaine de termes dans la recherche scientifique sous peine de perte des financements de l'État ; sont ainsi censurés dans les articles scientifiques et dans les demandes de subvention des termes liés au genre, à la diversité ou aux inégalités sociales, tels que « LGBT », « transgenre », « femmes », « institutionnel », « historiquement », « traumatisme », « handicap », « status », « racial », etc.,,,. Son gouvernement s'attaque à l'Agence américaine d'observation océanique et atmosphérique (NOAA), une référence mondiale en recherche scientifique, avec le licenciement de centaines de scientifiques, officiellement pour réduire les coûts budgétaires, (voir coupures à la NOAA durant la seconde présidence de Donald Trump). Son administration procède également à la suppression de milliers de pages internet gouvernementales lorsqu'elles évoquent les thématiques d'inclusion, transgenre, ou encore climatique,,.
En 2025, des milliers de chercheurs perdent brutalement leur emploi (dont environ 1 100 à l'Agence de protection de l'environnement (EPA), et des centaines à la NOAA (Agence américaine d'observation océanique et atmosphérique). Plus de 200 subventions fédérales pour la recherche sur le VIH et le sida sont supprimées ; et des coupes massives touchent les financement sur le COVID-19 des National Institutes of Health. En 2025, l'Université Columbia (privée) perd 400 millions de dollars de subventions, en représailles gouvernementales de manifestations étudiantes sur le campus en faveur de la fin de la guerre entre Israel et Gaza. Les scientifiques concernés qualifient ce phénomène de « chaotique » au vu de l'incertitude générale et des annulations multiples de programmes et de bourses.
Il s'ensuit un début de fuites de cerveaux : en un trimestre (janvier-mars 2025) sur la plateforme d'emplois scientifiques de la Revue Nature (Nature Careers), le nombre de candidatures soumises par des scientifiques américains pour des emplois à l’étranger a grimpé de + 32 % par rapport à la même période en 2024,. Et les consultations d’offres d’emploi hors des États-Unis par des utilisateurs basés aux États-Unis ont grimpé de 35 %, (et + 68 % en mars). Les recherche d'emplois scientifiques au Canada par des scientifiques américains ont augmenté de 41 % entre janvier et mars 2025 par rapport à la même période en 2024 et inversement, les demandes d’emploi aux États-Unis faites par des chercheurs canadiens ont diminué de 13 % ; de même, sur Nature Careers, les candidatures de chercheurs des États-Unis vers l'Europe ont augmenté de 32 % en mars par rapport au même mois de l’année précédente, et les vues ont augmenté de 41 %, alors qu'inversement les candidatures de chercheurs européens vers des institutions américaines ont chuté de 41 %.
En avril 2025, selon un sondage publié par Nature, 75 % des chercheurs américains souhaitent quitter le pays, (bien que sachant qu'ils seront nettement moins bien payés ailleurs). Et des pays et institutions européennes se proposent d'accueillir des chercheurs de talent, via un programme Safe Place for Science.

### Sécurité intérieure
En janvier 2025, Donald Trump nomme Kash Patel, l'un de ses plus fidèles alliés, à la tête du FBI. Le FBI réaffecte ses agents pour se concentrer davantage sur les gangs latino-américains, les groupes extrémistes de gauche et les opérations aux frontières, au détriment de la surveillance des groupes d'extrême droite. En mars 2025, l'administration Trump supprime le financement de nombreux projets de recherche sur l'antiterrorisme.

## Politique étrangère

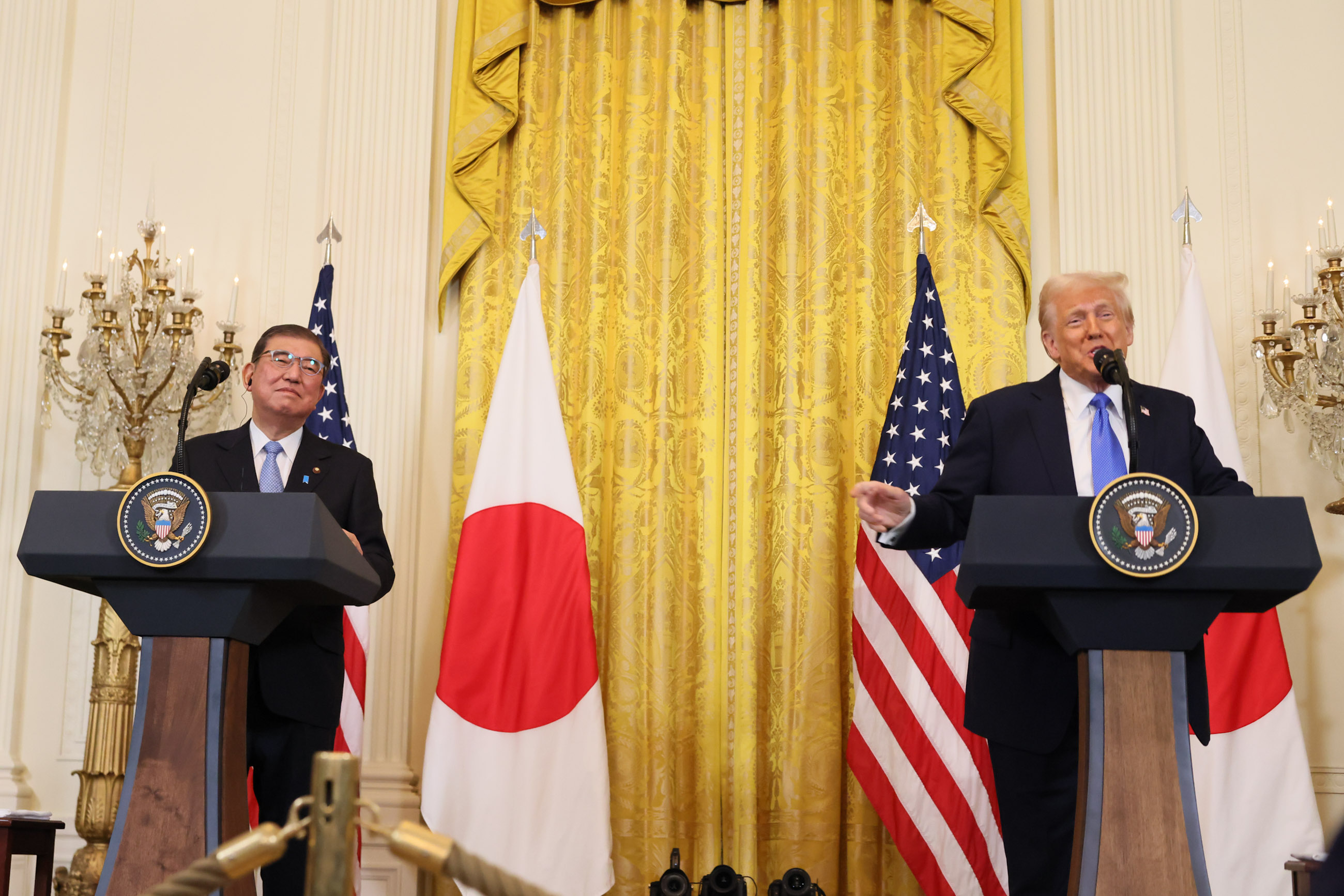
Trump avec le Premier ministre japonais Shigeru Ishiba à la Maison-Blanche le 7 février 2025.

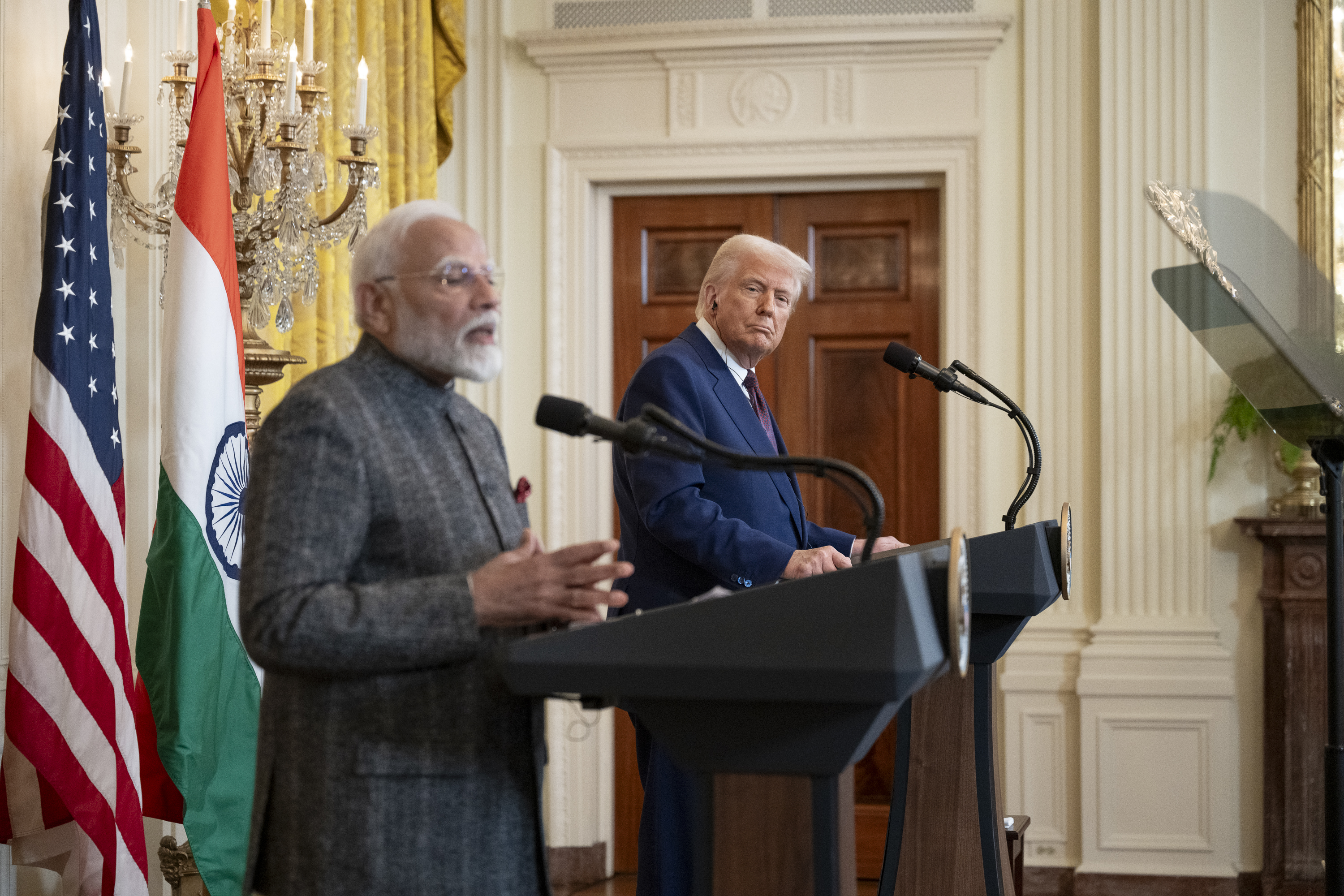
Trump avec le Premier ministre indien Narendra Modi à la Maison-Blanche le 13 février 2025.

La politique étrangère de Trump durant son second mandat est décrite comme un mélange de politiques impérialistes et expansionnistes,,,,. Il s'engage dans un programme de politique étrangère réaliste et isolationniste « America First »,. Ses relations avec ses alliés sont transactionnelles et vont de l'indifférence à l'hostilité, et il les menace de tarifs douaniers supplémentaires ou d'annexion,. Il est décrit comme ayant pris le parti de la Russie lors de l'invasion russe de l'Ukraine, et supervisant une rupture de l'ordre international libéral (en) fondé sur des règles post-1945 et l'abandon du multilatéralisme.
Trump, les historiens et les commentateurs comparent fréquemment sa politique étrangère à celle de l'ancien président William McKinley en matière d'expansionnisme et de tarifs douaniers,,. Michael Klare (en) écrit que contenir l'influence de la Chine et empêcher la montée de toute puissance rivale est l'objectif central de la politique étrangère de l'administration Trump, comparant l'approche de Trump à la doctrine Wolfowitz (en). Trump tente d'approfondir le partenariat entre les États-Unis et l'Inde.

### Réaction mondiale
Une combinaison d'alliés, d'ennemis et de critiques des États-Unis réagissent aux commentaires et aux actions de la deuxième administration Trump.

#### Inde
L'Inde rejette l'offre de Trump de servir de médiateur dans les tensions entre l'Inde et la Chine.
Le 13 février 2025, le Premier ministre indien Narendra Modi devient le quatrième dirigeant mondial à rendre visite à Donald Trump à la Maison-Blanche.

#### Union européenne
Le 10 février 2025, la présidente de la Commission européenne, Ursula von der Leyen, publie une déclaration en réponse aux mesures proposées par le président Trump, selon laquelle elles « ne resteront pas sans réponse – elles déclencheront des contre-mesures fermes et proportionnées ».

### Accords, partenariats et aides internationaux
L'un des premiers actes de Trump en tant que président est de retirer les États-Unis de l'accord de Paris et de l'Organisation mondiale de la santé,.

#### USAID
Début février 2025, l'administration Trump décide de couper une large part de l'Agence des États-Unis pour le développement international, action menée par Elon Musk, la Maison-Blanche l'accusant de fraudes, de gaspillage et de gaspillage d'argent public,,. Le budget de l'USAID représentait alors 35 milliards de dollars, soit 0,3 % des dépenses fédérales, et l'agence était composée de 10 000 effectifs,.
Le secrétaire d’État Marco Rubio annonce début juillet 2025 le démantèlement intégral de l'USAID, toute aide étrangère n'ayant aucun intérêt américain étant supprimée, et le restant de l'agence étant intégré au département d'État des États-Unis,. Au total 94 % des employés ont été licenciés et 83 % des programmes de l'agence supprimés.
Selon une modélisation publiée dans Nature, sans cette aide, environ 25 millions de personnes dans le monde pourraient mourir au cours des 15 prochaines années, à la suite d'une recrudescence de la tuberculose, du VIH, et faute de planification familiale et d'un recul de la santé maternelle et infantile et du contrôle de la natalité dans les pays pauvres ou en difficulté. Une étude de The Lancet prétend en juillet 2025 que ces coupes budgétaires pourraient provoquer la mort supplémentaire de 14 millions d'individus, dont 4,5 millions étant des enfants de moins de 5 ans d'ici 2030,.

### Alliés

#### Réunion de Paris

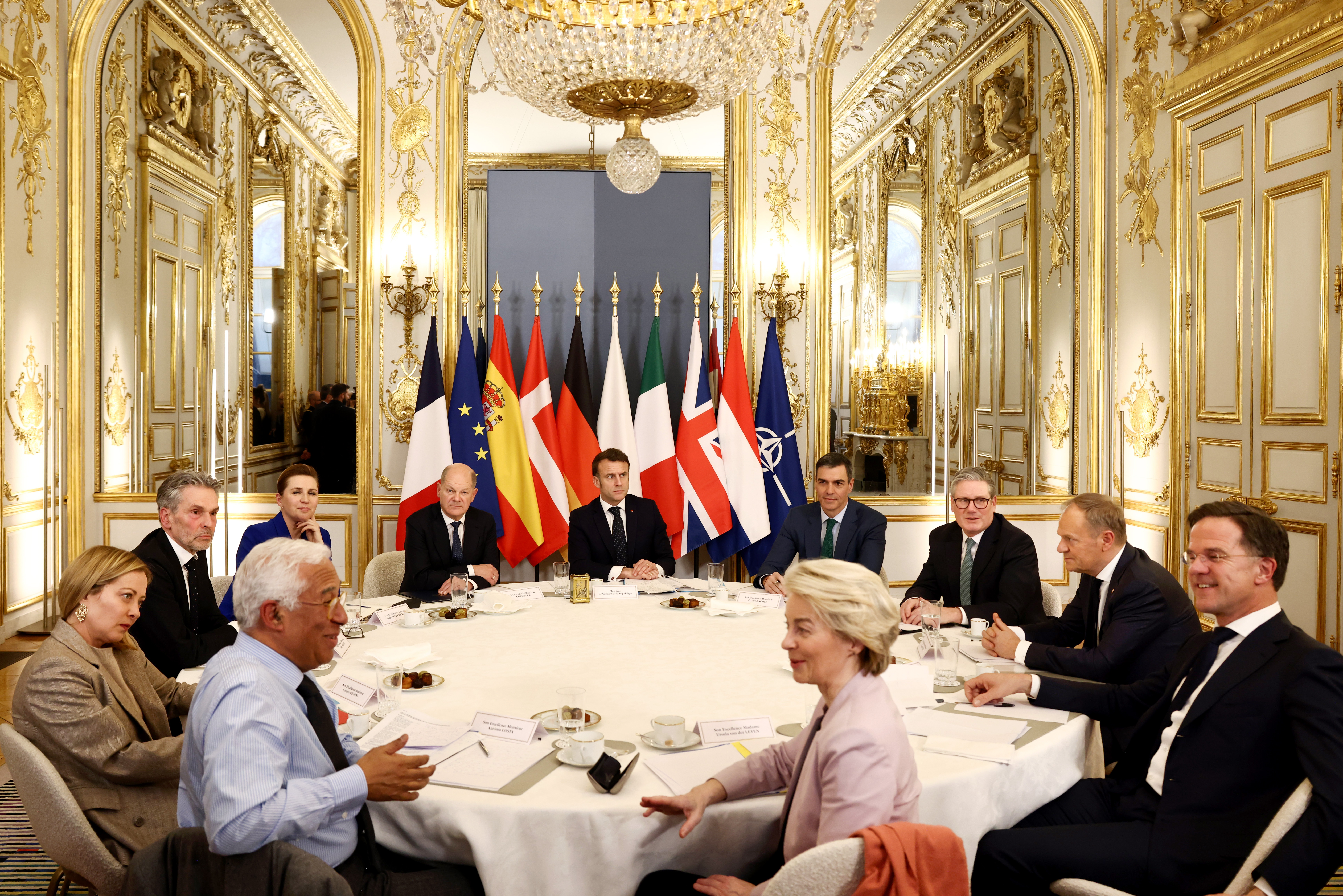
Les dirigeants européens à Paris le 17 février 2025.

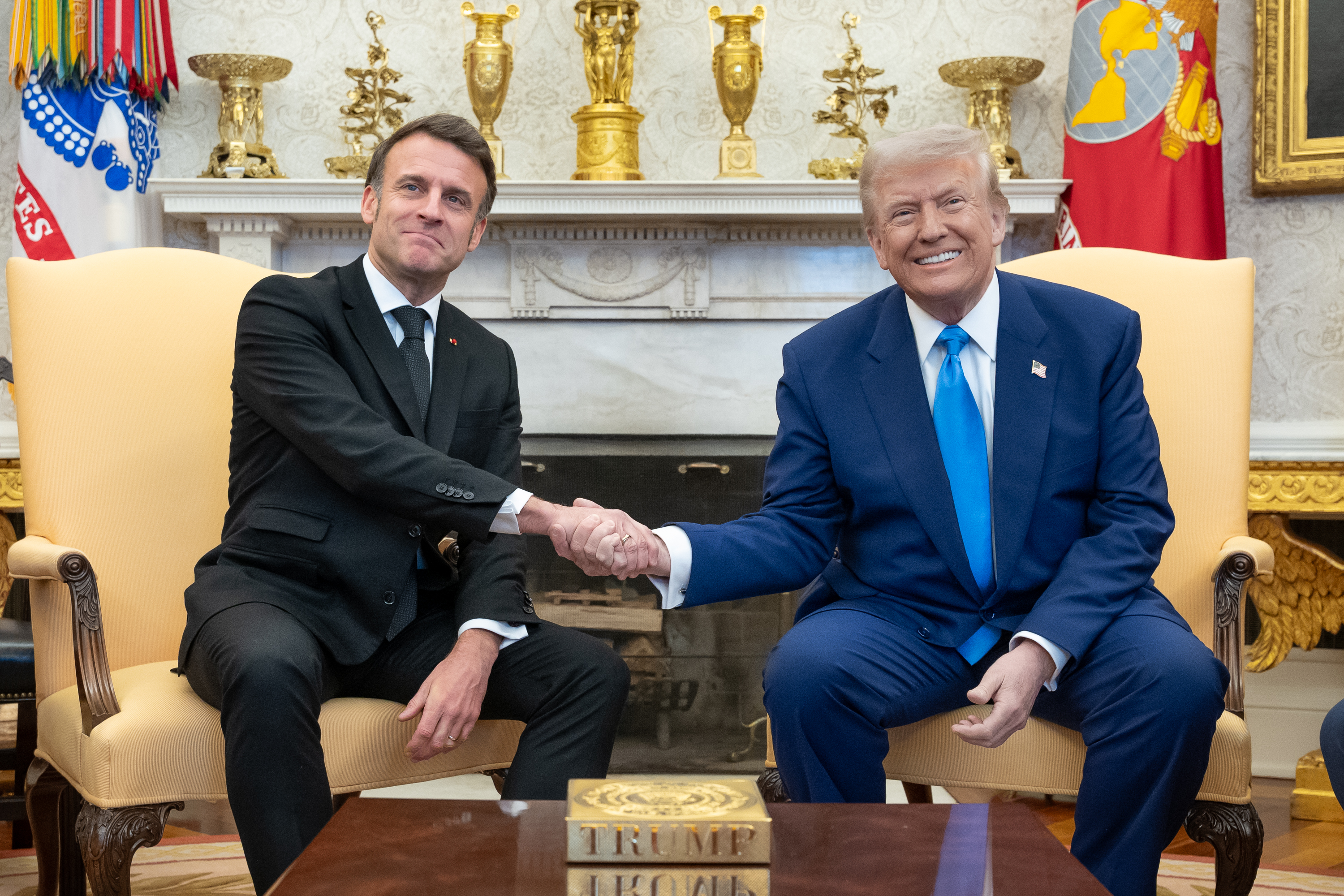
Trump avec le président français Emmanuel Macron à la Maison-Blanche le 24 février 2025.

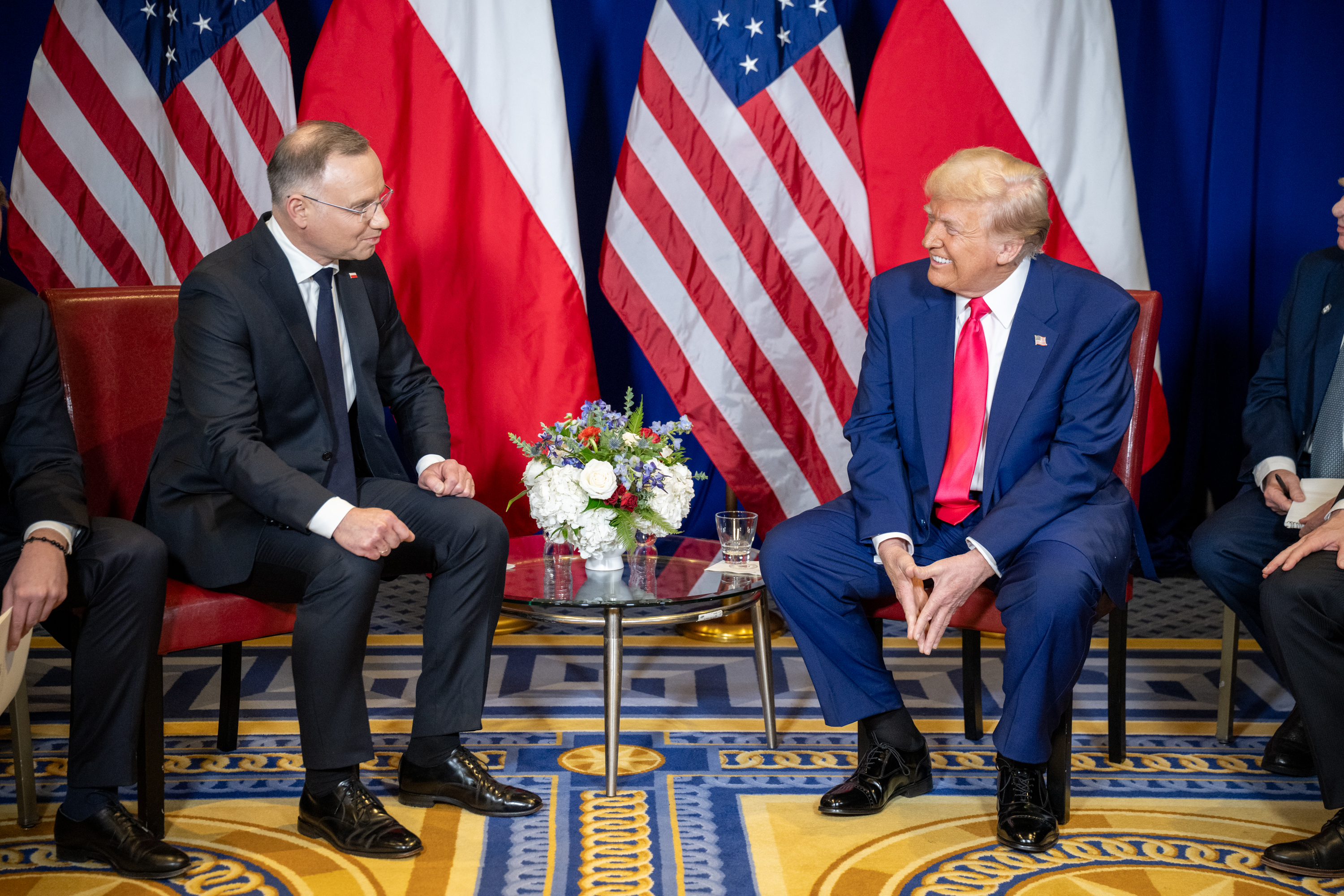
Trump avec le président polonais Andrzej Duda le 22 février 2025.

Le président français Emmanuel Macron et d'autres dirigeants mondiaux deviennent de plus en plus inquiets des actions et de la rhétorique de l'administration Trump et appellent le 15 février 2025 à un sommet d'urgence des dirigeants européens à Paris, en France, le 17 février 2025.
Parmi les participants à la réunion de Paris du 17 février aux côtés de Macron figurent : le Premier ministre britannique Keir Starmer, le chancelier allemand Olaf Scholz, la Première ministre italienne Giorgia Meloni, le Premier ministre polonais Donald Tusk, le Premier ministre espagnol Pedro Sánchez, le Premier ministre néerlandais Dick Schoof, la Première ministre danoise Mette Frederiksen, le secrétaire général de l'OTAN Mark Rutte, la présidente de la Commission européenne Ursula von der Leyen et le président du Conseil européen António Costa.

#### Conférence de Munich sur la sécurité
Le président ukrainien Volodymyr Zelensky déclare lors de la conférence : « …des décennies de relations entre l'Europe et l'Amérique touchent à leur fin. Désormais, les choses seront différentes, et l'Europe devra s'y adapter. »
Le secrétaire général de l'OTAN, Mark Rutte, annonce lors de la 61e Conférence de Munich sur la sécurité que les membres de l'Alliance devront augmenter leurs dépenses militaires à « bien plus de 3 % » de leur PIB national. Cette déclaration répond aux appels de l'administration Trump pour que les membres atteignent 5 % du PIB consacrés aux dépenses de défense.

#### Évolution de la politique de défense européenne
Au cours des années 2020, la politique de défense européenne connaît une évolution significative (en), qui s'accélère particulièrement en 2025 en raison des changements de politique géopolitique intervenus pendant la seconde présidence de Donald Trump. Le 2 mars, le Premier ministre britannique Keir Starmer accueille le sommet de Londres sur l'Ukraine, réunissant 18 dirigeants mondiaux, afin de coordonner le soutien à l'Ukraine lors de l'invasion russe de ce pays. Ce sommet fait suite à une rencontre entre Zelensky et Trump à la Maison-Blanche le 28 février 2025. Le 4 mars, la présidente de la Commission européenne, Ursula von der Leyen, propose ReArm Europe, un plan en cinq points visant à augmenter les dépenses de défense jusqu'à 800 milliards d'euros, dont 150 milliards d'euros de prêts aux États membres de l'UE. Cette initiative intervient au lendemain de l'arrêt par Trump de toute aide militaire à l'Ukraine.

#### Amérique latine
Donald Trump consolide rapidement des alliances stratégiques en Amérique latine avec le président argentin Javier Milei ; le président salvadorien Nayib Bukele, qui met à disposition des États-Unis sa prison de haute sécurité pour incarcérer des migrants accusés d'appartenir à des gangs ; et le président équatorien Daniel Noboa.

### Commerce et tarifs douaniers
Trump promet d'imposer des droits de douane plus élevés sur les importations en provenance de tous les pays, en particulier de la Chine, et déclare qu'il créera un Service des recettes extérieures (External Revenue Service) pour percevoir les droits de douane.
Le 25 novembre 2024, Trump déclare qu'il signera un décret imposant des droits de douane de 25 % sur le Canada et le Mexique, et imposera un droit de douane supplémentaire de 10 % à la Chine, expliquant qu'il souhaite rééquilibrer la balance commerciale et punir les trois pays pour leur politique laxiste faisant entrer de l'opioïde et/ou des immigrés aux États-Unis. Après avoir un temps suspendu cette proposition pendant 30 jours au pouvoir, Donald Trump juge insuffisantes les propositions ou actions menées par les trois pays contre le traffic de drogue et la migration, et décide donc début mars 2025 d'effectivement mettre en place les droits de douane malgré l'avertissement des économistes, ce que les trois pays considèrent injustifié et répondent en augmentant eux-mêmes leurs droits de douane,,,,.
Le 30 novembre 2024, Trump menace d'imposer un droit de douane de 100 % aux pays des BRICS s'ils essayent de créer une nouvelle monnaie BRICS ou de promouvoir une autre monnaie pour remplacer le dollar américain comme monnaie de réserve mondiale.
En mars 2025, le président américain menace d'imposer en avril des surtaxes de 25 % sur les produits européens mais l'Union européenne promet de réagir fermement,. Ces menaces inspirent des invitations au boycott des produits américains en Europe.
Le 10 mars 2025, les marchés financiers américains enregistrent leur plus importante dévaluation depuis 2022. Cette baisse, qui entraîne une diminution de la capitalisation boursière estimée à 4 000 milliards de dollars américains, survient après l'imposition de droits de douane de 25 % sur les produits mexicains et canadiens ainsi que de barrières douanières sur l'acier et l'aluminium. L'administration Trump qualifie cette situation de « période de transition » nécessaire et présente une éventuelle récession à court terme comme le prix à payer pour la réalisation de sa vision économique nationaliste.

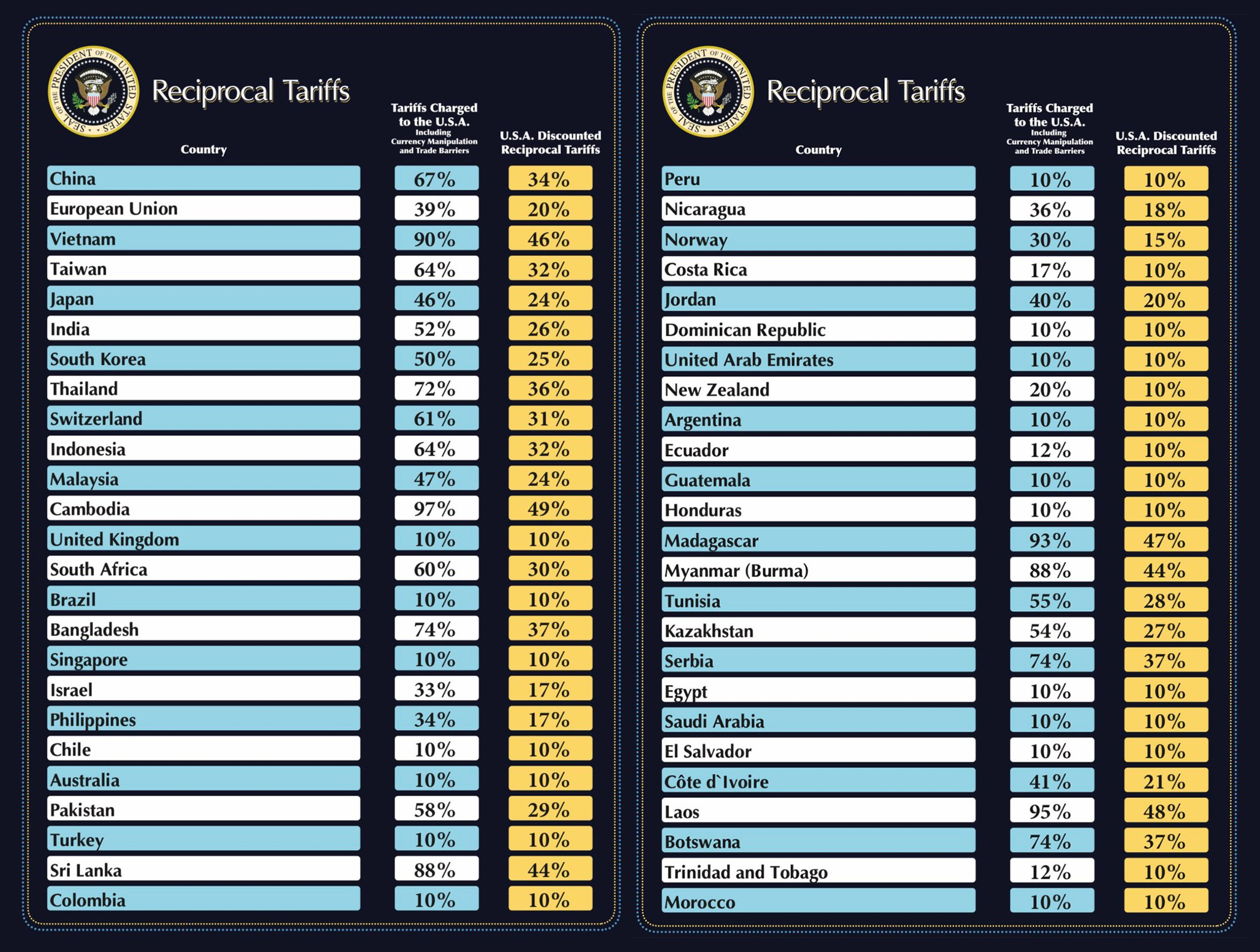
Les droits de douane annoncés début avril 2025 (nombres des colonnes de droite).

En avril 2025, l'administration justifie la montée des droits de douane sur 115 pays par la volonté d'équilibrer sa balance commerciale et par le souhait d'instaurer des droits de douane « réciproques » avec l'aide d'une équation économique : {\displaystyle \Delta {\tau }_{i}={x_{i}-m_{i} \over \varepsilon \times \varphi \times m_{i}}} où {\displaystyle \Delta {\tau }_{i}} est la variation des droits de douane pour un pays i, {\displaystyle x_{i}} ses exportations, {\displaystyle m_{i}} ses importations, {\displaystyle \varepsilon } son élasticité demande intérieure-prix (paramétré par l'administration à 4), et {\displaystyle \varphi } son élasticité importation-prix (paramétré à 0,25). L'équation est décrite par les économistes comme simpliste et comportant des erreurs mathématiques,. Les déclarations de Trump font baisser significativement la valeur des titres américains. À la suite de négociations sur les droits de douane par de nombreux pays, Trump revient sur sa position trois jours plus tard et accorde une pause de 90 jours avec une hausse des tarifs de 10 %, excepté pour la Chine. La valeur des titres américains repart à la hausse. Certaines figures démocrates accusent Trump d'avoir commis un délit d'initié afin d'enrichir entre autres ses proches au détriment de la classe moyenne,,.

### Expansionnisme

Les États-Unis, dont le Canada, le Groenland et la zone du canal de Panama selon les projets expansionnistes proposés par Donald Trump (2024).

Trump présente, avant sa seconde investiture, des plans et des idées qui permettront d'étendre l'influence politique et le territoire des États-Unis. Le dernier territoire acquis par les États-Unis remonte à 1947, avec les îles Mariannes, Carolines et Marshall.

#### Canada
Trump déclare qu'il imposera un tarif de 25 % sur toutes les marchandises en provenance du Canada afin de tenter de mettre un terme à ce qu'il considère comme une crise de l'immigration illégale et de la drogue à la frontière canado-américaine. Les responsables canadiens réagissent en menaçant les États-Unis de taxes douanières de rétorsion et en interrompant le flux d'énergie canadienne vers le nord des États-Unis. Trump raille alors le Premier ministre canadien Trudeau en lui proposant de rejoindre l'Union, et le qualifie de « gouverneur du grand État du Canada ».

#### Groenland
En décembre 2024, Trump présente une nouvelle proposition pour que les États-Unis achètent le Groenland au Danemark, décrivant la propriété et le contrôle de l'île comme « une nécessité absolue » pour des raisons de sécurité nationale. Cela s'appuie sur une offre antérieure de Trump d'acheter le Groenland au cours de son premier mandat, que le royaume danois refuse, l'amenant à annuler sa visite d'août 2019 au Danemark. Le 7 janvier 2025, le fils de Trump, Donald Trump, Jr., visite la capitale du Groenland, Nuuk, aux côtés de Charlie Kirk, afin de distribuer des chapeaux MAGA (en). Lors d'une conférence de presse le lendemain, Trump refuse d'exclure un ordre de force militaire ou économique pour prendre le contrôle du Groenland ou du canal de Panama. Cependant, il exclut la force militaire pour prendre le contrôle du Canada. Le 14 janvier, les Nelk Boys (en), affiliés à Trump, visitent également Nuuk, distribuant des billets de dollars aux habitants. Le 16 janvier, les PDG des grandes entreprises danoises Novo Nordisk, Vestas et Carlsberg, entre autres, se réunissent pour une réunion de crise au ministère d'État (en) afin de discuter de la situation,. Le lendemain, l'ancien directeur général Friis Arne Petersen (en) du ministère danois des Affaires étrangères décrit la situation comme « historiquement inédite », tandis que Noa Redington, conseiller spécial de l'ancienne Première ministre Helle Thorning-Schmidt, compare la pression internationale sur le Danemark à celle qui a eu lieu lors de la controverse sur les caricatures de Mahomet dans le Jyllands-Posten en 2005. Le commentateur politique Henrik Qvortrup (en) déclare le 17 qu'une mention du Groenland lors du discours d'investiture de Trump le 20 janvier confirmera le sérieux de Trump, faisant de la situation la plus grande crise internationale pour le Danemark depuis la Seconde Guerre mondiale.
En mars 2025, l'historien de la Shoah Mike Lindell (en) affirme que les comparaisons entre Trump et le fascisme sont « de plus en plus pertinentes », de par son positionnement expansionniste et ultra-nationaliste avec sa volonté d'acquérir le Groenland ; Lindell affirme y voir des parallèles avec le concept de Lebensraum, car l'extension du territoire nationale est ici aussi vue comme vitale. En revanche l'historien de la Shoah Christopher Browning réfute l'analyse de Lindell car le désir d'expansion de Trump est bien plus proche d'une pensée coloniale américaine du XIXe siècle.

#### Canal de Panama
En 2024, Trump exige que le Panama rende le contrôle du canal de Panama aux États-Unis, en raison des « tarifs excessifs » facturés pour le passage des Américains. Si les États-Unis doivent prendre le contrôle du canal de Panama, ce sera la première fois qu'ils contrôleront le territoire panaméen depuis l'invasion du Panama par les États-Unis. Après avoir rencontré le secrétaire d'État américain Marco Rubio, le président panaméen José Raúl Mulino annonce le 2 février 2025 qu'il ne prolongera pas la coopération avec la Chine sur le projet d'infrastructures des Nouvelles routes de la soie.

#### Bande de Gaza

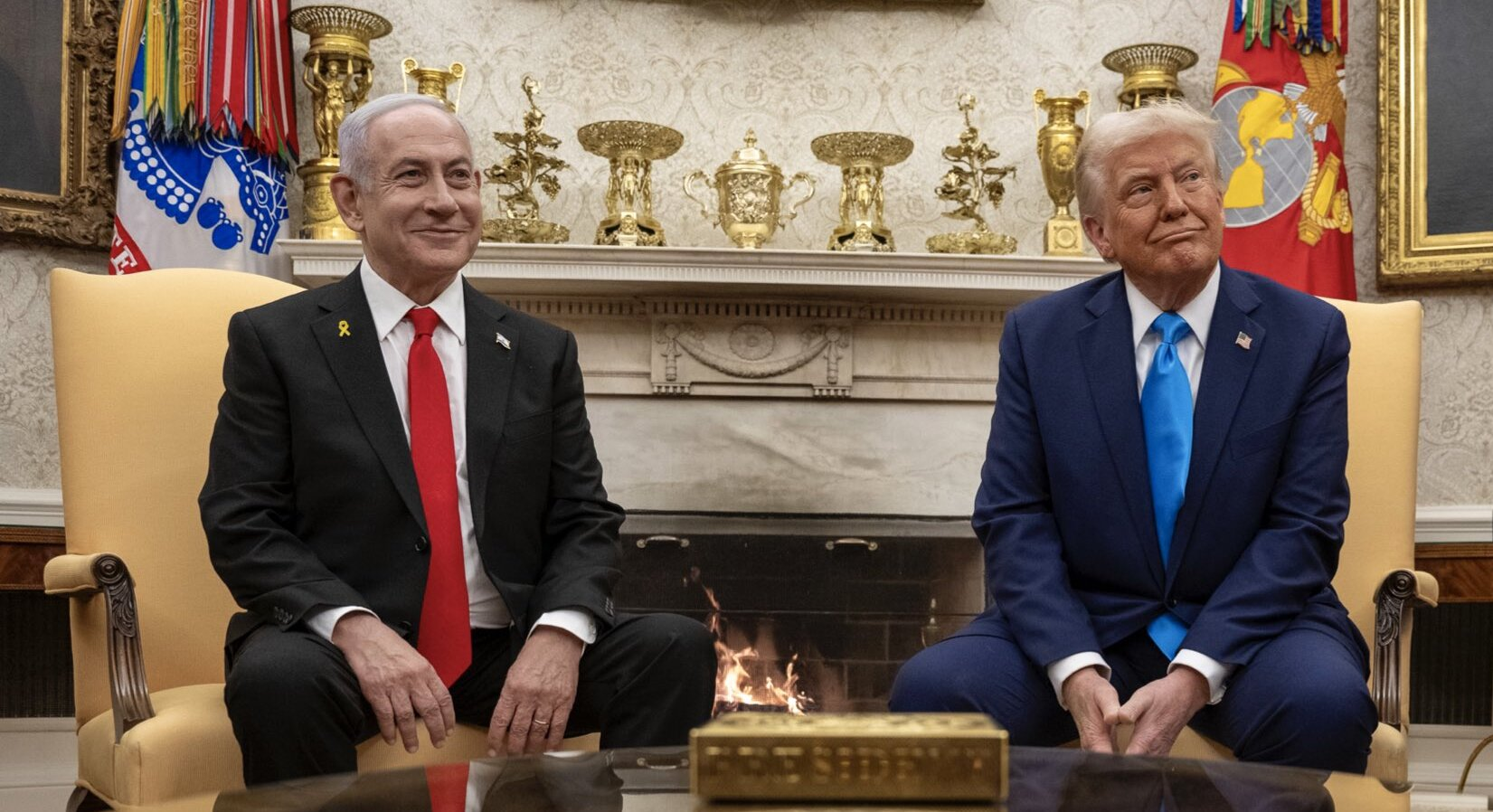
Donald Trump et le Premier ministre israélien Benyamin Netanyahou à la Maison-Blanche le 4 février 2025.

Le 5 février 2025, dans le contexte de la guerre dans la bande de Gaza, Donald Trump propose lors d'une rencontre avec le Premier ministre israélien Benyamin Netanyahou la prise de contrôle américaine de la bande de Gaza, le déplacement permanent de sa population palestinienne vers l'Égypte et la Jordanie, et sa transformation en « Riviera du Moyen-Orient »,,. Le président Trump justifie cette proposition par le fait que Gaza est devenu un « symbole de mort et de destruction » et que l'occupation américaine permettra de reconstruire l'économie palestinienne tout en déminant le territoire,. Ce projet, qui impliquerait un déplacement forcé de population et un déploiement militaire américain important, suscite l'indignation de dirigeants diplomatiques autour du globe,,,, qui réaffirment la nécessité de la solution à deux États.

### Russie et Ukraine

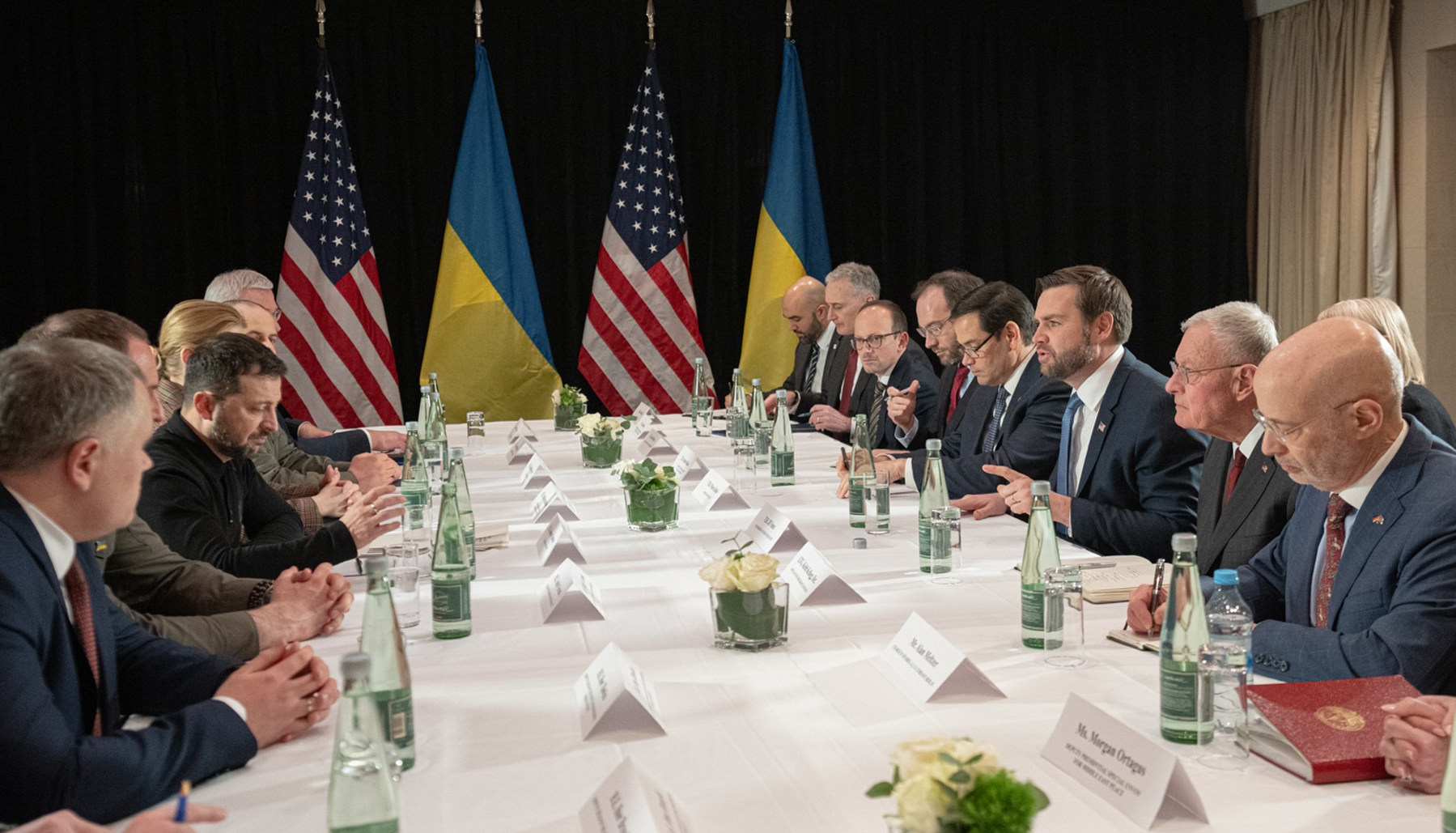
Le vice-président Vance et le secrétaire d'État Rubio avec le président ukrainien Volodymyr Zelensky à Munich, en février 2025.

La présidence de Trump marque un renversement de la politique de Biden à l'égard de l'Ukraine et de l'invasion russe de ce pays. Le 12 février 2025, lors de la première réunion du Groupe de contact sur la défense de l'Ukraine après l'investiture de Trump, le nouveau secrétaire américain à la Défense Pete Hegseth déclare qu'un retour aux frontières de l'Ukraine d'avant 2014 est un « objectif irréaliste » et que tenter de reconquérir tout le territoire « ne ferait que prolonger la guerre ». Il estime que l'Ukraine doit avoir « de solides garanties de sécurité », mais que « les États-Unis ne croient pas que l'adhésion de l'Ukraine à l'OTAN soit un résultat réaliste d'un règlement négocié ». Les États-Unis s'attendent à ce que l'Europe fournisse davantage d'aide financière et militaire à l'Ukraine, tandis que les États-Unis se concentrent sur leur propre sécurité. Hegseth déclare qu'aucune troupe américaine ne sera déployée en tant que force de maintien de la paix en Ukraine,.
Plus tard dans la journée, Trump déclare avoir eu un « appel téléphonique long et très productif » avec le président russe Poutine, qui convient de « faire en sorte que nos équipes respectives commencent immédiatement les négociations ». Ils conviennent également de se rendre dans leurs pays respectifs. Trump a également un appel téléphonique avec le président Zelensky, qui déclare : « Avec les États-Unis, nous planifions nos prochaines étapes pour mettre fin à l'agression russe et assurer une paix durable et fiable ». Zelensky rencontre le vice-président américain J. D. Vance et le secrétaire d'État Marco Rubio à la conférence de Munich sur la sécurité plus tard dans la semaine. Trump nie avoir tenu Zelensky à l'écart du processus de paix.
L'Ukraine et ses alliés européens sont alarmés par l'ouverture unilatérale des négociations par Trump avec Poutine et par les concessions apparemment faites à la Russie,. Zelensky déclare que l'Ukraine n'acceptera pas un accord conclu sans lui, tandis que le ministre des Affaires étrangères Andriy Sybiha déclare : « Rien ne peut être discuté sur l'Ukraine sans l'Ukraine ». John Bolton, conseiller à la sécurité nationale de Donald Trump pendant sa première présidence, déclare : « Trump s'est effectivement rendu à Poutine avant même que les négociations n'aient commencé […] Les positions annoncées par le secrétaire à la Défense Hegseth […] constituent les termes d'un accord qui aurait pu être écrit au Kremlin ».
Le lendemain, Hegseth semble revenir sur ses propos et déclare que « tout est sur la table » pour les négociations. Le 16 février, Marco Rubio déclare que l'Ukraine et l'Europe participeront à toute « véritable négociation » pour mettre fin à la guerre. Trump déclare le même jour que le président ukrainien Zelensky « sera impliqué » dans les négociations de paix.

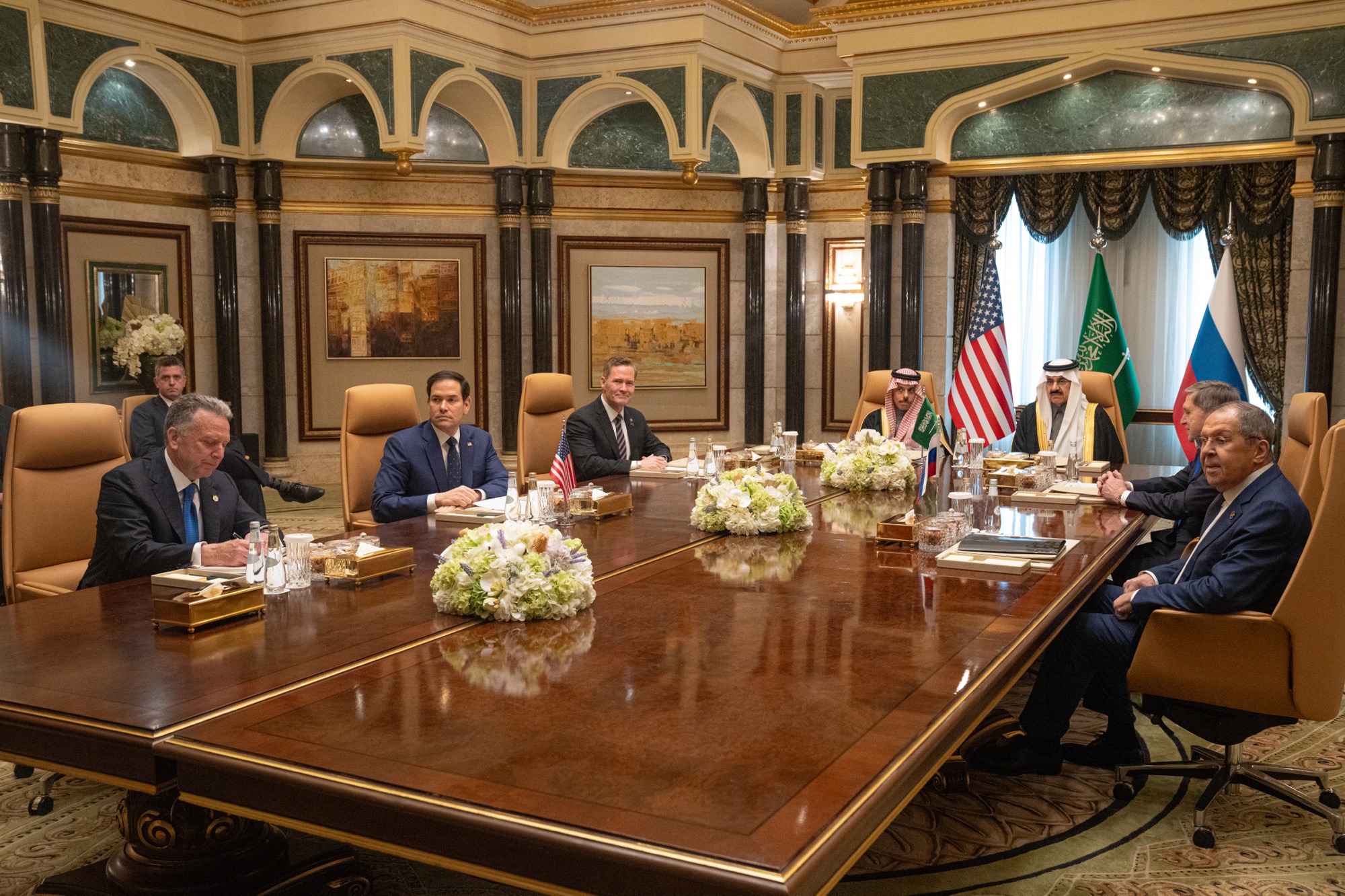
Des responsables américains, saoudiens et russes se réunissent à Riyad, le 18 février 2025.

Le 18 février 2025, les délégations américaine et russe, dirigées respectivement par Marco Rubio et le ministre russe des Affaires étrangères Sergueï Lavrov, se rencontrent à Riyad, en Arabie saoudite, pour élaborer un cadre de négociations supplémentaires sur la fin de la guerre de la Russie en Ukraine. Rubio est accompagné du conseiller américain à la Sécurité nationale Michael Waltz et de l'envoyé spécial Steve Witkoff.
Après la réunion de Riyad, Trump blâme l'Ukraine pour l'invasion russe, en déclarant : « Vous n'auriez jamais dû la commencer. Vous auriez pu conclure un accord »,. Accusant également Zelensky d'être un dictateur, il déclare que l'Ukraine devra organiser de nouvelles élections présidentielles, affirmant à tort que les taux d'approbation du président Zelensky ne sont que de 4 %, alors qu'elles sont en réalité de 57 %. Par ailleurs la Constitution ukrainienne interdit les élections pendant la loi martiale, et tous les partis au parlement ukrainien veulent reporter les élections après la guerre et les sondages montrent que peu d'Ukrainiens souhaitent la tenue d'élections en pleine invasion,. Zelensky répond que Trump est piégé dans une « bulle de désinformation » russe,.
Le fait que Donald Trump fasse face à sa première procédure de destitution en raison de ses actions envers l'Ukraine et le président Zelensky, au cours de son premier mandat, est pertinent[pas clair] pour les discussions avec l'Ukraine au cours de son second mandat. En 2019, le président de l'époque, Donald Trump, fait l'objet d'une procédure de destitution en raison d'allégations selon lesquelles il aurait fait pression sur le président ukrainien Volodymyr Zelensky pour qu'il enquête sur les activités commerciales de Joe et Hunter Biden en Ukraine, tout en retenant 400 millions de dollars d'aide militaire. La Chambre des représentants l'avait mis en accusation pour abus de pouvoir et obstruction au Congrès, mais le Sénat l'acquitta en 2020.

### Europe

#### France
Le 5 mars 2025, le sénateur Claude Malhuret prononce un discours devant le Sénat, au sujet du soutien à l'Ukraine face à l'invasion russe durant lequel il indique : « Washington est devenu la cour de Néron. Un empereur incendiaire, des courtisans soumis et un bouffon sous kétamine chargé de l'épuration de la fonction publique (il cite, sans le nommer Elon Musk). C'est un drame pour le monde libre, mais c'est d'abord un drame pour les États-Unis… ». Il ajoute ensuite : « Dans le bureau ovale, le planqué du service militaire (il s'agit de Donald Trump) donne des leçons de morale au héros de guerre Volodymyr Zelensky ».

### Amérique du Nord

#### Canada

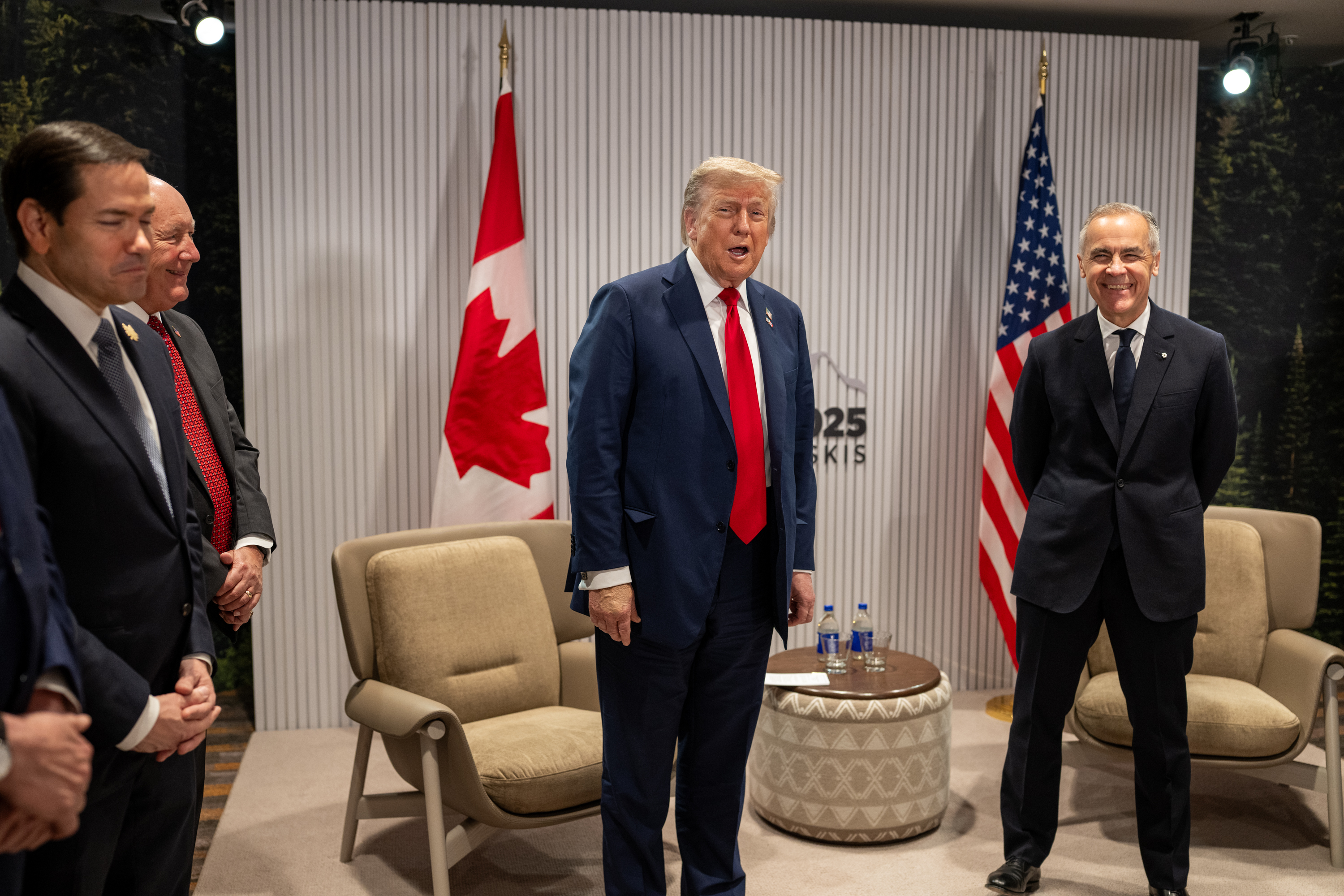
Donald Trump avec le Premier ministre canadien Mark Carney en mai 2025 au sommet du G7.

Le 29 novembre 2024, le Premier ministre canadien Justin Trudeau se rend en Floride pour rencontrer Trump à Mar-a-Lago. Le 6 janvier 2025, Trudeau anonce sa démission en tant que Premier ministre, qui prendra effet le 24 mars 2025.
Le Canada répond aux tarifs douaniers de 25 % imposés par les États-Unis en annonçant des contre-mesures. Ottawa répondrait en imposant des contre-tarifs de 25 % sur 107 milliards de dollars de produits de fabrication américaine.

#### Mexique
Le 7 janvier 2025, dans le cadre de sa campagne de restauration des noms qui honorent la grandeur américaine, outre les mesures qui concernent le renommage du mont Denali en mont McKinley et du Fort Liberty en Fort Bragg, Trump annonce son intention de changer le nom du golfe du Mexique en « golfe de l'Amérique ».
Cette annonce ne manque pas de susciter des réactions moqueuses et ironiques. Ainsi, le 8 janvier, la présidente du Mexique Claudia Sheinbaum suggère en plaisantant que l'Amérique du Nord, y compris les États-Unis, soit renommée « Amérique mexicaine », un nom historique utilisé sur une ancienne carte réalisée en 1607 pour la Compagnie néerlandaise des Indes orientales : « Sur la carte de 1607 que je présente, l'Amérique du Nord s'appelle l'Amérique mexicaine, ce qui correspond au titre de la Constitution d'Apatzingán. »,,,,,. Le même jour, le gouverneur républicain du Texas Greg Abbott ironise à son tour en republiant sur son compte X une photo du golfe du Mexique avec le nom « Golfe du Texas » en grosses lettres blanches et en commentant « Si nous devons renommer les choses… voici ce qu'il faut faire. »,. Dans le même esprit, le 7 février, en réaction aux annonces de Trump concernant le changement de nom du golfe du Mexique et l'annexion du Groenland, le gouverneur de l'Illinois J. B. Pritzker publie une vidéo satirique sur son compte X annonçant le changement de nom du lac Michigan en lac Illinois ainsi que l'annexion par son État de la ville de Green Bay située dans le Wisconsin,,.
Le 24 janvier, le ministère de l'Intérieur de l'administration Trump annonce avoir officiellement changé le nom du golfe du Mexique en golfe d'Amérique.
Le 10 février, le changement de nom devient effectif sur Google Maps aux États-Unis,, et ensuite sur Apple Plans le 12 février,, mais, contrairement à Google qui affiche les deux noms « Golfe du Mexique (Golfe d'Amérique) » hors des États-Unis,, Apple laisse « Golfe du Mexique » ailleurs dans le monde,,.
Le 31 janvier, Claudia Sheinbaum rappelle que « pour changer le nom d'une mer internationale, ce n'est pas à un pays de décider » mais plutôt à une organisation internationale. « Si un pays souhaite modifier la désignation d'un élément de la mer, cela ne s'appliquera qu'à 12 milles nautiques (comme le veut la législation). Cela ne peut pas s'appliquer au reste, dans ce cas, au golfe du Mexique. ».
Le ministre des Affaires étrangères du Mexique, Juan Ramón de la Fuente, ajoute « qu'en aucune circonstance le Mexique n'accepte que soit renommée une zone géographique qui inclut une partie de son territoire national et qui est de son ressort. ».

### Moyen-Orient

#### Iran
Le 4 février 2025, Donald Trump signe un mémorandum présidentiel visant à réduire à zéro les exportations pétrolières iraniennes. Cette décision a pour objectif d'empêcher Téhéran d'obtenir l'arme nucléaire. Le mémorandum ordonne au secrétaire au Trésor d'imposer des sanctions économiques maximales et ordonne également à l'ambassadeur américain à l'ONU de travailler avec ses alliés pour rétablir des sanctions internationales.
Le 21 juin 2025, Donald Trump décide de frapper les installations nucléaires iraniennes ; depuis huit jours, Israël menait déjà des frappes contre les installations nucléaires iraniennes[pas clair].

#### Yémen
Le 6 mai 2025, un accord de cessez-le-feu entre les États-Unis et les Houthis du Yémen, négocié par Oman, entre en vigueur. Celui-ci met fin aux attaques américaines de mars à mai 2025 au Yémen, ainsi qu'aux frappes aériennes américano-britanniques plus larges sur le Yémen depuis le début de la crise de la mer Rouge. Les Houthis acceptent en contrepartie de cesser leurs attaques contre les navires américains, mais poursuivent par ailleurs leurs attaques contre les navires en mer Rouge et soulignent que le cessez-le-feu ne s'appliquera « en aucune manière » à Israël, qui a commencé à mener ses propres frappes contre le Yémen.

#### Émirats arabes unis
En mai 2025, Donald Trump a visité les Émirats arabes unis, ainsi que l'Arabie saoudite et le Qatar, dans le cadre de son premier grand voyage international lors de son deuxième mandat. Le président américain a annoncé des accords d'une valeur d'environ 200 milliards de dollars avec les Émirats, y compris un accord visant à établir un campus d'intelligence artificielle de 5 GW aux Émirats, qui sera le plus grand en dehors des États-Unis. L'accord sur l'IA devait permettre aux Émirats d'accéder aux puces d'IA avancées des États-Unis, y compris les puces de pointe de Nvidia,,. Cependant, l'accord rencontrait des retards en raison des préoccupations liées à la sécurité nationale soulevées par certains responsables de l'administration Trump. Ceux-ci ont demandé aux Émirats d'accepter des conditions révisées pour répondre à ces préoccupations. L'une des conditions proposées était de ne pas permettre à Group 42 d'avoir un accès direct à près de 20 % des semi-conducteurs, comme mentionné dans l'accord. Les responsables craignaient que G42 puisse servir de canal pour que la Chine accède à la technologie avancée des États-Unis.

### Cour pénale internationale
Le 6 février 2025, Donald Trump signe un décret présidentiel imposant des sanctions contre la Cour pénale internationale (CPI), comprenant l'interdiction d'entrée aux États-Unis et le gel des avoirs pour ses dirigeants, employés, agents et leurs proches. Cette décision fait suite aux enquêtes de la CPI sur des crimes de guerre présumés commis par des soldats américains en Afghanistan et des militaires israéliens à Gaza. Le décret qualifie les actions de la CPI d'« illégitimes et sans fondement » et argue qu'elles créent un « dangereux précédent » qui menace la souveraineté américaine. La mesure suscite des critiques de la part de l'Union européenne, de la France, des Pays-Bas et de l'Allemagne, tandis qu'Israël et la Hongrie saluent cette initiative,,.

## Analyses

### Autoritarisme

#### Stratégie de submersion

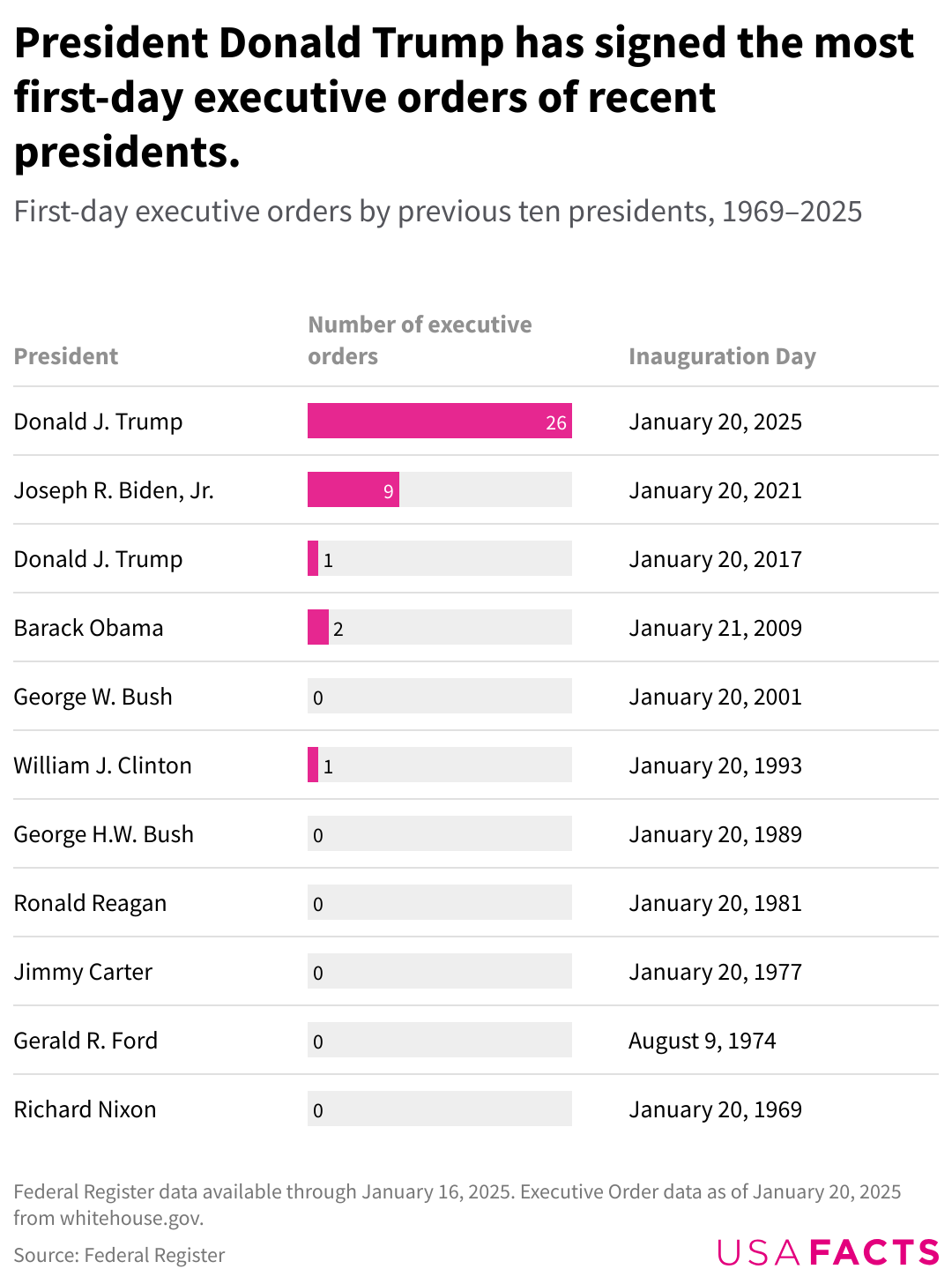
Comparaison des nombres de décrets exécutifs signés le premier jour par les présidents américains depuis 1969.

La stratégie du début de la présidence de Donald Trump est largement reconnue comme celle créée par Steve Bannon lors de la première présidence, ici concrétisée par le conseiller de Trump Stephen Miller et qui consiste à « inonder la zone de merde » pour épuiser les journalistes, les opposants politiques ainsi que les institutions judiciaires et pour les empêcher d'agir rapidement et de manière appropriée à toutes les mesures et déclarations, tout en empêchant l'apparition de controverses au vu du flot constant d'informations. L'administration de Trump a ainsi préparé en amont des décrets présidentiels très divers pour permettre la signature de 55 décrets en 20 jours, ce qui est d'une fréquence inédite,,,,,.
À titre individuel, et sans contester l'existence d'une telle stratégie, The Hill estime que le « ridicule » et la « bizarrerie » des déclarations et politiques de Donald Trump, conjugués à ses erreurs fréquentes de mémoire (« confabulation (en) »), peuvent en partie s'expliquer par un début de démence,.

#### Concentration du pouvoir
Moins d'un mois après le début de son mandat, mi-février 2025, 60 poursuites judiciaires ont été déposées contre le gouvernement de Trump pour « abus de pouvoir de l'exécutif ». Dans un post sur X, Trump justifie sa politique par une citation de Napoléon Ier : « Celui qui sauve son pays ne viole aucune loi ». Face à cette justification, la gauche américaine l'accuse d'agir en dictateur,,,.
Les médias de droite et de gauche affirment que la politique de Trump permet une expansion sans précédent du pouvoir exécutif dans l'histoire du pays. Experts et médias s'alarment d'une crise constitutionnelle, compte tenu des violations du principe de séparation des pouvoirs (« checks and balances »), avec notamment la fréquente remise en question de la légitimité des juges bloquant les décrets présidentiels,,,.
D'après le New Yorker, le second mandat de Donald Trump est marqué par un système de gouvernance fondé sur une loyauté inconditionnelle. Selon le magazine, l'administration Trump instaure un climat au sein duquel la moindre critique est sanctionnée, même dans le camp républicain. Des personnalités comme Jack Posobiec et Laura Loomer jouent le rôle de vigiles idéologiques en traquant les signes de déloyauté et en dressant des listes de dissidents potentiels.

### Cote de popularité

#### Impressions générales
Le début de la présidence de Donald Trump est marqué par une popularité relativement faible : selon les sondages, son premier mois est approuvé par environ la moitié des Américains, ce qui en fait le deuxième premier mois présidentiel le moins apprécié depuis la Seconde Guerre mondiale. Bien que sa popularité soit en déclin, elle reste toutefois supérieure à celle de Joe Biden durant ses quatre années de mandat,,,
Dans le contexte des cent premiers jours de la première présidence de Donald Trump, un sondage du Public Religion Research Institute révèle qu'une majorité des Américains (52 %) considère Trump comme un « dictateur dangereux », avec 87 % des démocrates pensant ainsi, contre 17 % des républicains.

#### Au sein du camp républicain
Les médias affirment en avril 2025 que, du côté républicain, le regret est en train de s'installer progressivement, bien que seul 2 % des électeurs de Trump affirment regretter leur vote à la présidentielle de 2024, là où 74 % de ses électeurs restent confiants dans leur vote,,.
Le camp républicain se déchire en juillet 2025 au sujet de l'affaire Epstein après que l'administration nie l'existence d'une liste des clients d'Epstein, alors que son dévoilement était une promesse de campagne. De nombreux républicains se sentent trahis et considèrent ainsi que Trump fait désormais partie de l'État profond, alors qu'ils l'ont élu pour le combattre. Selon un sondage Ipsos, 62 % des sondés républicains considèrent que le gouvernement cache une telle liste contre 11 % des républicains. Les républicains craignent que ce scandale ne vampirise leur chance de victoire pour les élections de mi-mandat de 2026,,,,,.

### Traduction
- (en) Cet article est partiellement ou en totalité issu de l’article de Wikipédia en anglais intitulé « Second presidency of Donald Trump » (voir la liste des auteurs).

### Citations originales
1. ↑  « return education authority to the states. »
2. ↑  « critical race theory, transgender insanity or any other inappropriate racial, sexual or political content on our children »
3. ↑  « will be the official policy of the United States government that there are only two genders, male and female »
4. ↑  « [people who have] cheated will be prosecuted to the fullest extent of the law »
5. ↑  « immediately halt all forms of anti-Christian targeting and discrimination within the federal government, including at the DOJ, which was absolutely terrible, the IRS, the FBI — terrible — and other agencies »
6. ↑  « decades of the old relationship between Europe and America are ending. From now on, things will be different, and Europe needs to adjust to that »
7. ↑  « cheats »
8. ↑  « symbol of death and destruction »
9. ↑  « web of disinformation »
10. ↑  « executive overreach »